# Saksonia
Saksonia (niem. Sachsen; górnołuż. Sakska), Wolny Kraj Saksonia (niem. Freistaat Sachsen; górnołuż. Swobodny stat Sakska) – jeden z 16 krajów związkowych Niemiec. Stolicą jest Drezno (niem. Dresden), natomiast największym miastem jest Lipsk (Leipzig).
Początek historii Saksonii wiąże się z podbojami ziem Słowian połabskich przez margrabiego Gero oraz z powstaniem Marchii Miśnieńskiej w X wieku, która od 1089 roku przeszła pod panowanie Wettynów. Marchie Miśnieńską i sąsiednie terytoria Wettynów określano od 1423 roku w całości jako elektorat Saksonii. W 1806 roku elektorat przemieniono w Królestwo Saksonii za aprobatą Napoleona. Po upadku monarchii w 1918 roku, powstał wolny kraj Saksonia jako część republiki weimarskiej. W czasach nazistowskich kraj związkowy zastąpiono odpowiednim Gauem.
Obszar Saksonii w latach 1949–1990 wchodził w skład Niemieckiej Republiki Demokratycznej jako osobne obszary administracyjne (okręgi Drezno, Lipsk i Karl-Marx-Stadt oraz część okręgu Chociebuż). W 1990 roku, po zjednoczeniu Niemiec Saksonia została odtworzona jako kraj związkowy. Obejmuje ona w przybliżeniu obszar dawnego elektoratu, a później Królestwa Saksonii.
Łużyce (niem. Lausitz) należały do Elektoratu Saksonii w latach 1635–1815, z wyjątkiem obszaru wokół Chociebuża – bo ten tylko od 1806 do 1815 roku. Zostały one przyznane jako nagroda za opowiedzenie się protestanckiego elektoratu Saksonii w wojnie trzydziestoletniej po stronie katolickiego cesarza. Okolice Bogatyni (skrajnie południowo-wschodnia część Łużyc) należały do Saksonii aż do 1945 roku – ten niewielki skrawek znajduje się dzisiaj w Polsce, w województwie dolnośląskim. Łużyce zamieszkuje mniejszość – Serbołużyczanie, dlatego też wiele tablic informacyjnych jest dwujęzycznych (w języku niemieckim i górnołużyckim).

## Geografia
Pod względem powierzchni Saksonia z powierzchnią 18 450 km² jest dziesiątym, a pod względem liczby ludności, siódmym spośród 16 niemieckich krajów związkowych. Saksonia jest położona we wschodniej części kraju i graniczy z:
- Polską (z województwami lubuskim i dolnośląskim) – na wschodzie
- Czechami (z krajami libereckim, usteckim i karlowarskim) – na południowym wschodzie

oraz krajami związkowymi:
- Brandenburgią – na północy
- Saksonią-Anhalt – na północnym zachodzie
- Turyngią – na zachodzie
- Bawarią – na południowym zachodzie

Poza stolicą innymi głównymi miastami Saksonii są: Lipsk, Chemnitz, Zwickau, Plauen i Görlitz.
Główne rzeki to: Łaba (niem. Elbe), Mulda (Mulde), Biała Elstera (Weiße Elster) oraz tworząca polsko-niemiecką granicę Nysa Łużycka (Lausitzer Neiße).
Obszar Saksonii wznosi się stopniowo z północy ku południu, przechodząc nad granicą z Czechami w góry. Od Bawarii do Łaby rozciągają się Rudawy (Erzgebirge), w których Łaba utworzyła imponujący przełom, tzw. Saska Szwajcaria (Sächsische Schweiz). Na wschód od Łaby znajdują się Góry Łużyckie (Zittauer Gebirge), należące do łańcucha Sudetów.

## Historia

### Archeologia
W okresie przedhistorycznym obszar współczesnej Saksonii zajmowała archeologiczna kultura łużycka ze środkowej i młodszej epoki brązu oraz wczesnej epoki żelaza. Swoim największym zasięgiem objęła ona niemal całe ziemie polskie, z wyjątkiem północno-wschodnich skrawków kraju, północno-zachodnią i środkową Słowację, północne i środkowe Morawy, północną i północno-wschodnią część Czech, Saksonię, Łużyce, wschodnią Turyngię oraz wschodnią Brandenburgię.

### Państwo Sasów i wyodrębnienie się Saksonii-Wittenbergi
Współcześni mieszkańcy Saksonii nie są dosłownie potomkami niemieckiego szczepu o tej samej nazwie, którego nazwa wywodzi się od germańskiego plemienia Sasów. Gniazdem rodowym Sasów była dzisiejsza Dolna Saksonia. We wczesnym średniowieczu termin „Saksonia” odnosił się do innego regionu, obejmującego dzisiejsze kraje związkowe Dolna Saksonia, Brema i północną część Nadrenii Północnej-Westfalii.
Pierwsze księstwo Saksonii pojawiło się około roku 900 na terenie dzisiejszej Dolnej Saksonii i Nadrenii Północnej-Westfalii. Ówcześni władcy tego państwa byli cesarzami rzymskimi (Ottonowie) tworząc tzw. dynastię saską.
W roku 1137 władzę w Saksonii objęli Welfowie. Kraj osiągnął największe rozmiary za panowania Henryka Lwa, ale po jego śmierci Saksonia zaczęła słabnąć i w roku 1180 znaczne obszary na zachód od Łaby przeszły pod panowanie biskupów z Kolonii. Resztki przeszły pod panowanie pomniejszych dynastii niemieckich książąt i zostały podzielone w 1260 roku na Saksonię-Lauenburg i Saksonię-Wittenbergię.

Flaga Elektoratu Saksonii do 1806 roku

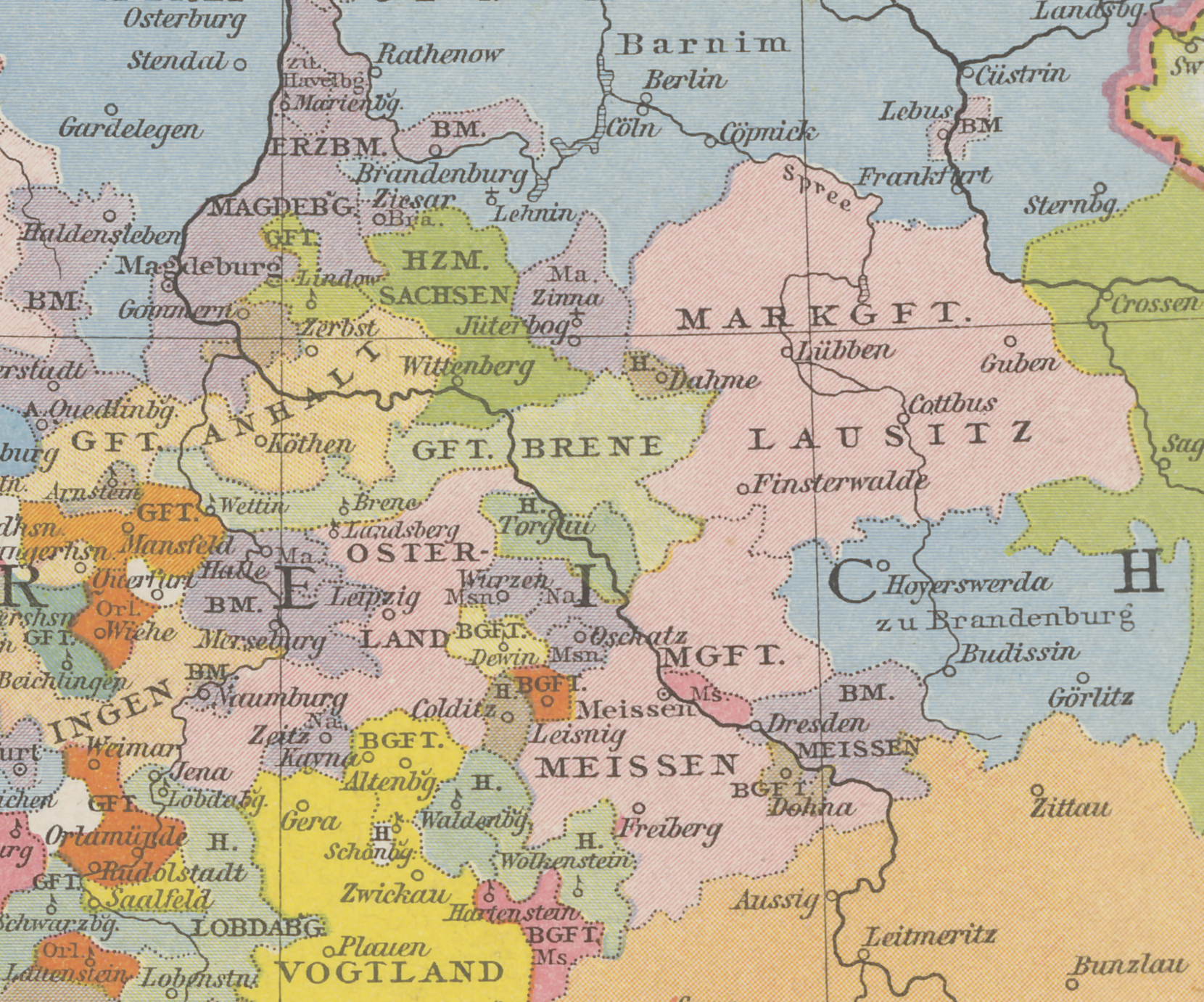
Saksonia-Wittenberga około 1200 roku pod rządami dynastii askańskiej (w kolorze zielonym); ówczesne terytoria Wettynów – w różowym

### Saksonia-Wittenberga elektoratem, rządy Wettynów i podział 1485 roku
Dzisiejsi Saksończycy to dokładnie Miśnieńczycy (Meißner). Ponieważ Miśnia począwszy od X w. była macierzą dzisiejszej Saksonii. W Miśni król niemiecki Henryk w roku 929 wybudował pierwszy gród, i tam rozpoczął osiedlanie niemieckich plemion na słowiańskich obszarach. W trakcie rozdrobnienia feudalnego Niemiec w regionie tym powstało wiele mniejszych i większych władztw feudalnych, z których w XV–XVI wieku najważniejsze stały się posiadłości Wettynów – Marchia Miśnieńska i Księstwo Saksonii-Wittenbergi. Z czasem ziemie pod panowaniem Wettynów zaczęto ogólnie nazywać „Saksonią”, jako że władcy tych terenów stali się elektorami Rzeszy (1356 rok), podczas gdy w tym czasie na terenie dzisiejszej Saksonii nie powstał żaden silny ośrodek polityczny.
Saksonia-Wittenberga została w 1423 roku podporządkowana Marchii Miśnieńskiej (istniała ona od 1089 roku; rządzili nią Wettynowie). Powstało silne państwo, obejmujące byłą marchię miśnieńską, wschodnią część Turyngii (Osterland, którego obszar Wettynowie opanowali w 1264 roku) oraz okręg elektorski (Kurkreis, wokół Wittenbergi). Panowanie nad okręgiem elektorskim ze stolicą w Wittenberdze było jednoznaczne z byciem elektorem Rzeszy. Mimo że państwo znajdowało się dość daleko od centrum dawnego terenu Saksonów, było ono zwane Górną Saksonią, a z czasem po prostu Saksonią.
W 1485 roku dynastia Wettynów podzieliła się na dwie linie (ernestyńską, która zachowała prawa elektorskie, i albertyńską). Spowodowało to oddzielenie obecnej Turyngii od obecnej Saksonii.

### Luter i reformacja

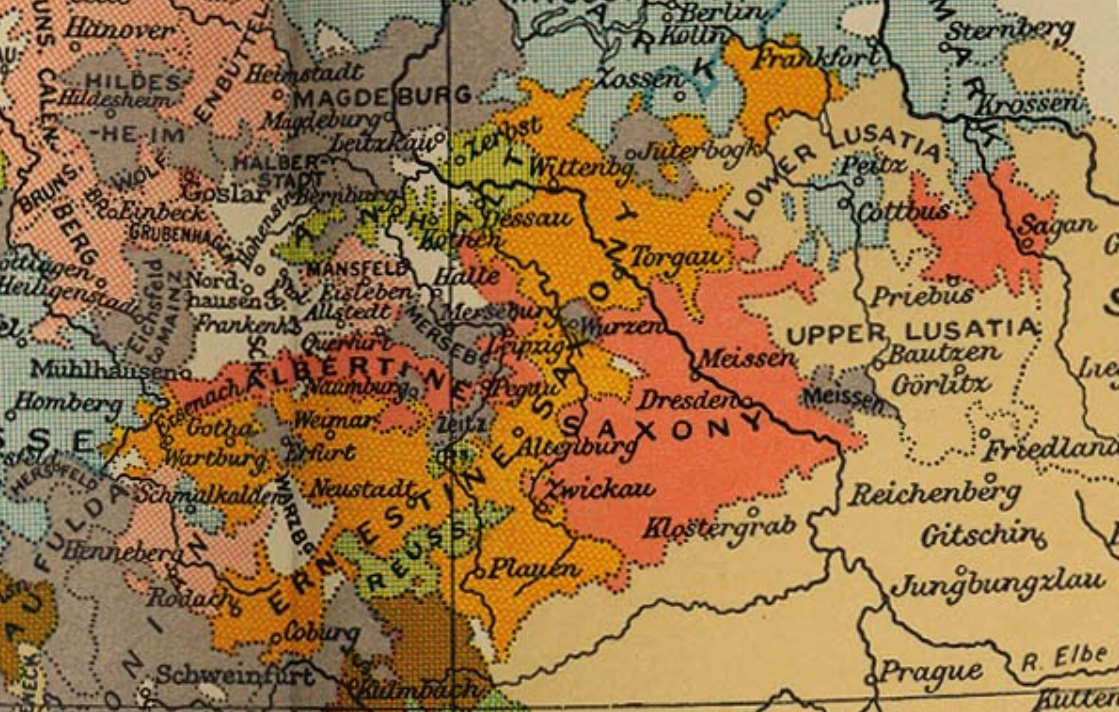
Ernestyński elektorat Saksonii (pomarańczowy) i albertyńskie Księstwo Saksonii (czerwony) w 1519 roku

W 1517 r. w ernestyńskiej Saksonii (w elektoracie; czyli (po podziale z 1485) w zachodniej części Saksonii ze stolicą w Wittenberdze) rozpoczęła się reformacja przez działania doktora Marcina Lutra. W 1525 elektor Jan Stały jako jeden z pierwszych europejskich władców przeszedł na luteranizm. W 1527 pod jego rządami powstał ewangelicko-luterański kościół Saksonii, który był początkowo osobiście nadzorowany przez Lutra.
W 1526 r. powstał pierwszy protestancki obóz polityczny, tzw. Liga z Torgau. Głównymi przywódcami byli elektor Jan Stały i landgraf Filip Heski. Jego zadaniem była obrona protestantyzmu w północnych Niemczech. Liga z Torgau była reakcją na (utworzoną w 1525) katolicką Ligę z Dessau, prowadzoną przez saksońskiego księcia albertyńskiego Jerzego i elektora Brandenburgii Joachima Nestora. Mimo istnienia obu Lig, nie doszło nigdy do konfliktu. W 1531 roku liga z Torgau przekształciła się w ligę szmalkaldzką.
W 1539 roku książę albertyński przyjął luteranizm.

### Wojna szmalkaldzka i polityka Maurycego

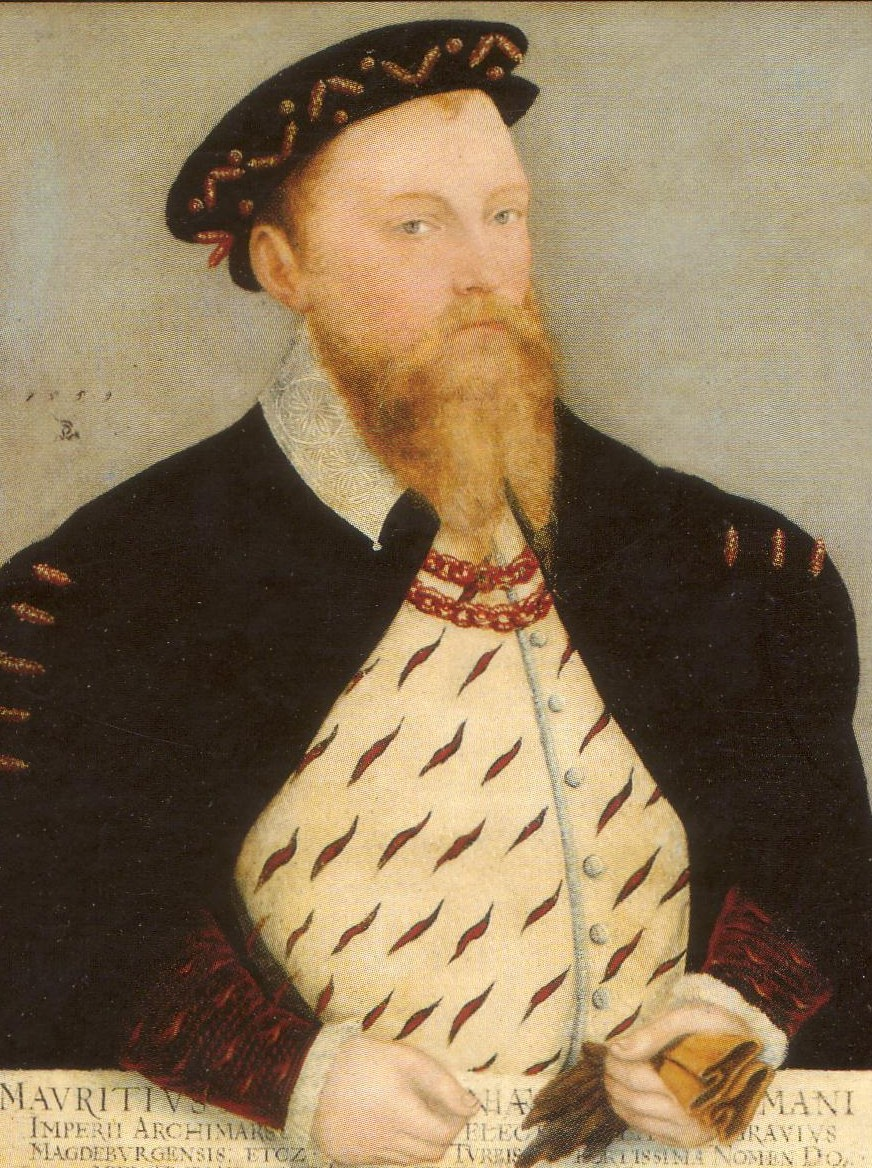
Maurycy w wojnie szmalkaldzkiej poparł cesarza i katolików, a pięć lat później przeciwstawił się im. Z pomocą Francji wymusił formalną akceptację luteranizmu w Rzeszy. Do 1552 roku przezywany przez protestantów Judaszem z Miśni, po 1552 postrzegany przez nich za bohatera.

Znaczenie rządzonego przez linię albertyńską księstwa Saksonii wzrosło po przejściu ernestyńskiego elektora na luteranizm (przez co naraził się cesarzowi i katolikom w Cesarstwie) i przegranej przez niego wojnie szmalkaldzkiej. W jej wyniku albertyńskie księstwo Saksonii uzyskało w 1547 roku prawa elektorskie kosztem linii ernestyńskiej. Wskutek wojny (teraz) albertyński elektorat i Czechy powiększyły swoje terytorium (kosztem nowego księstwa ernestynów, które wkrótce rozpadło się na 16 mniejszych księstewek, tzw. „ernestyńskie księstwa”). Księstewka ernestyńskie leżały na terytorium dzisiejszej Turyngii, a Elektorat Saksonii pod rządami linii albertyńskiej – na terenie dzisiejszej Saksonii.
W 1552 albertyński elektor Maurycy, który w wojnie szmalkaldzkiej poparł cesarza (do 1552 roku pejoratywnie nazywany przez protestantów „Judaszem z Miśni”), zbuntował się przeciwko niemu wraz z innymi niemieckimi władcami w obawie przed kontrreformacją. W układzie z Chambourd, Maurycy obiecał królowi Francji posiadłości w Alzacji (mimo iż nie miał do nich żadnych praw) w zamian za pomoc protestantom. W wyniku tego układu nastąpiła inwazja Francji na Cesarstwo. Przesądziło to o przegranej cesarza, który nie był przygotowany na taki obrót spraw. Cesarz był zmuszony finalnie zaakceptować istnienie protestantyzmu w Rzeszy w traktacie z Passau (1552). W 1555 roku podpisano pokój augsburski, który oficjalnie umożliwił władcom niemieckim przechodzenie na nowe wyznanie (luteranizm) i jego koegzystencję z katolicyzmem w Cesarstwie.
W Saksonii aż do połowy XVIII w. dominowała luterańska ortodoksja, a wszelkie oznaki kalwinizmu były zwalczane.

### Wojna trzydziestoletnia
W wojnie trzydziestoletniej Saksonia walczyła po stronie cesarza i obozu katolickiego. W wyniku tego w roku 1635 powiększyła się ona o Łużyce, stanowiące dotąd część Królestwa Czeskiego. Jednak po 1635 roku, w reakcji na wzmożoną kontrreformację, walczyła dla strony protestanckiej aż do 1646 roku.
W wyniku wojny ucierpiały całe Niemcy. W traktacie westfalskim z 1648 roku potwierdzono nową zdobycz terytorialną elektoratu Saksonii – Łużyce.

### Saksonia w XVIII wieku

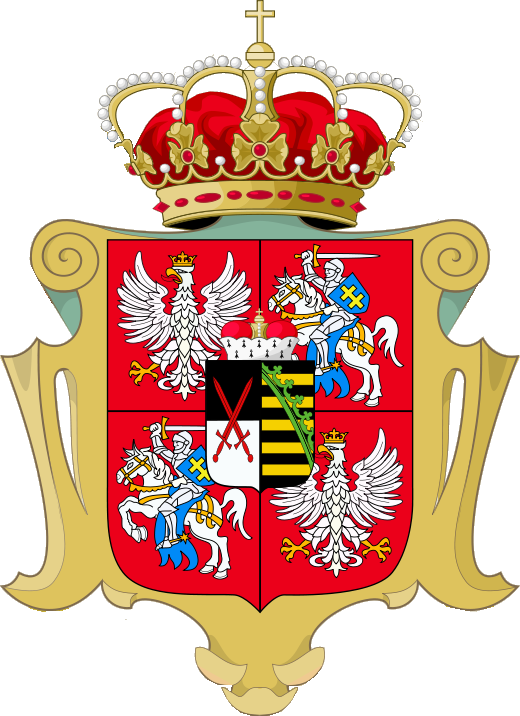
Wspólny Herb unii Polsko-Litewsko-Saskiej

W XVIII wieku Elektorat Saksonii stał się jednym z bogatszych państw Świętego Cesarstwa Rzymskiego, a władcy Saksonii nosili również polską koronę. Istotą pomysłu wybrania Sasów na tron polski była idea ustanowienia polsko-saskiej unii. Saksonia stanowiła rywalkę Brandenburgii-Prus, a zarazem była krajem pragnącym uniezależnienia się od Świętego Cesarstwa. Jednak próba odegrania mocarstwowej roli przez władcę Saksonii i Rzeczypospolitej – Augusta II zakończyła się ostatecznie porażką. Wskutek wojen i podziałów dynastycznych Saksonia wielokrotnie zmieniała swój zasięg terytorialny i liczbę ludności. Po porażkach w kolejnych wojnach: ze Szwecją (III wojna północna, 1700–1721), z Prusami (wojna siedmioletnia, 1756–1763) oraz po klęsce Napoleona (1815), którego Saksonia była sojusznikiem, Saksończycy musieli pogodzić się z utratą 2/3 terytorium, a następnie powstaniem Cesarstwa Niemieckiego (1871), którego podstawą stały się Prusy.
W latach 1697–1763 Elektorat Saksonii pozostawał w unii personalnej z Rzecząpospolitą (zobacz: August II Mocny i August III). W XVIII wieku Saksonia była ważnym ośrodkiem kulturowym, ale została spustoszona w wyniku wojen (m.in. wojny północnej).

### Saksonia w XIX, XX wieku i obecnie

Herb Księstwa Warszawskiego (1807–1815)

Na początku XIX stulecia Saksonia stanęła u boku Prus przeciwko Napoleonowi, jednak po klęsce swego sojusznika w bitwie pod Jeną-Auerstedt (1806) Saksonia przeszła na stronę Francji. Elektor saski został za to nagrodzony tytułem królewskim, a w 1807 roku został dodatkowo księciem warszawskim (zobacz: Księstwo Warszawskie).
Po klęsce Napoleona na kongresie wiedeńskim (1815) Saksonia została zmuszona do oddania swoich północnych terytoriów Prusom. Stworzono z nich pruską prowincję o nazwie Saksonia (niem. Provinz Sachsen).
Prusy przejęły wówczas także większą część Łużyc. Saksonia utraciła takie miasta łużyckie jak Zgorzelec przyłączony do prowincji śląskiej i Chociebuż włączony do prowincji brandenburskiej.

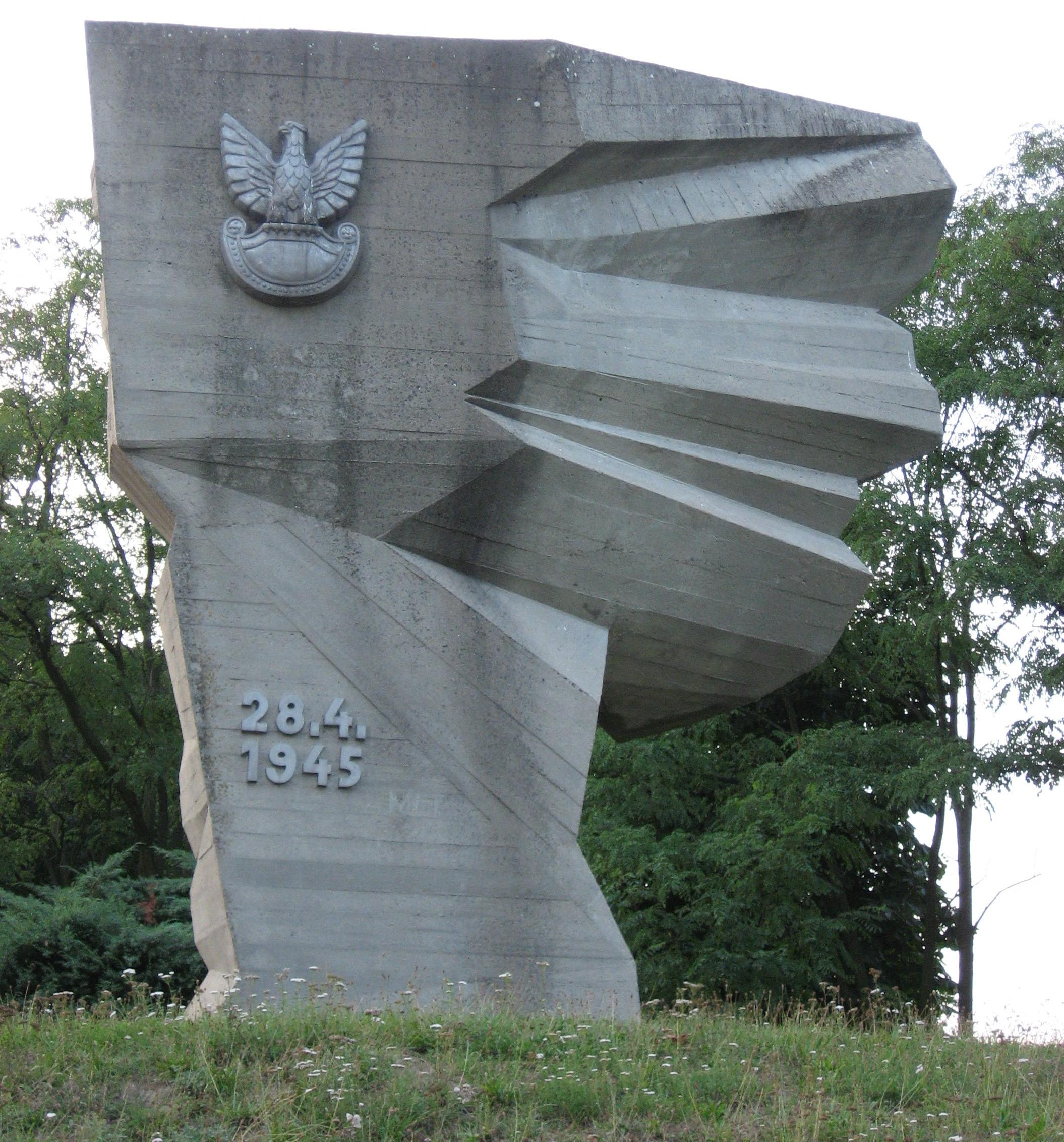
Pomnik żołnierzy polskich w Crostwitz

W 1831 roku królestwo uzyskało konstytucję, a dwa lata później przystąpiło do Niemieckiego Związku Celnego. Podczas wojny prusko-austriackiej w 1866 roku Saksonia stanęła po stronie Austrii. Po klęsce swojego sojusznika musiała wstąpić do Związku Północnoniemieckiego. Pięć lat później (1871) stała się częścią Cesarstwa Niemieckiego. Po 1918 roku była krajem Republiki Weimarskiej, a potem III Rzeszy. W dwudziestoleciu międzywojennym dużymi wpływami cieszyli się tu socjaldemokraci i komuniści (tzw. czerwona Saksonia). W 1945 obszar zmagań frontu wschodniego II wojny światowej z udziałem 2 Armii Wojska Polskiego. Po 1945 stała się częścią radzieckiej strefy okupacyjnej. Niewielki skrawek Saksonii położony na wschód od Nysy Łużyckiej (Bogatynia i okolice) po wojnie przyłączono do Polski. W roku 1952 została zlikwidowana jako odrębna jednostka administracyjna. Z Saksonii pochodził długoletni przywódca SED i NRD Walter Ulbricht. Pod koniec lat osiemdziesiątych Saksonia była jednym z najbardziej niepokornych regionów NRD. To właśnie w Lipsku i Dreźnie odbywały się najliczniejsze demonstracje przeciwko reżimowi SED („Jesteśmy jednym narodem!”). Powróciła w 1990 roku jako kraj związkowy zjednoczonych Niemiec. Od zjednoczenia największymi wpływami cieszy się tutaj CDU, rządząca niepodzielnie landem od 1990 roku. Długoletnim premierem Saksonii był znany niemiecki chadek Kurt Biedenkopf, obecnie premierem jest Michael Kretschmer.

### Związki polsko-saskie
Historyk Aleksander Brückner w Encyklopedii staropolskiej zapisał:

Do Polski przybywali Niemcy najpierw od X do XIV wieku, jako drużyna rycerska wstępująca na służbę Bolesławów i Kazimierzów; z Łużyc, Miśni i rychło polszczyli. Od nich wywodzi się wiele rodzin szlacheckich: Herburty, Kietlicze, Bibersteiny, Korcboki i.in. Drugi, nierównie znaczniejszy napływ Niemców, chłopów i mieszczan, dokonał się w XIII i XIV wieku.

Zwyczajowe prawo saskie rozpowszechnione na ziemiach polskich było używane w licznych miastach polskich (osadzanych na prawie magdeburskim) obok Weichbildu saskiego, z licznymi zmianami obowiązywała do chwili uchwalenia Konstytucji 3 Maja. Jedna z wersji tego prawa została złożona przez Kazimierza Wielkiego w sądzie wyższym prawa niemieckiego na Zamku w Krakowie, przez co stało się tekstem oficjalnym.
Ze śląsko-łużyckiej rodziny pochodził Bernard Pretwicz, który jeszcze za życia okrzyknięty został polskim bohaterem narodowym w uznaniu zasług wojennych w obronie południowych granic Królestwa Polskiego.

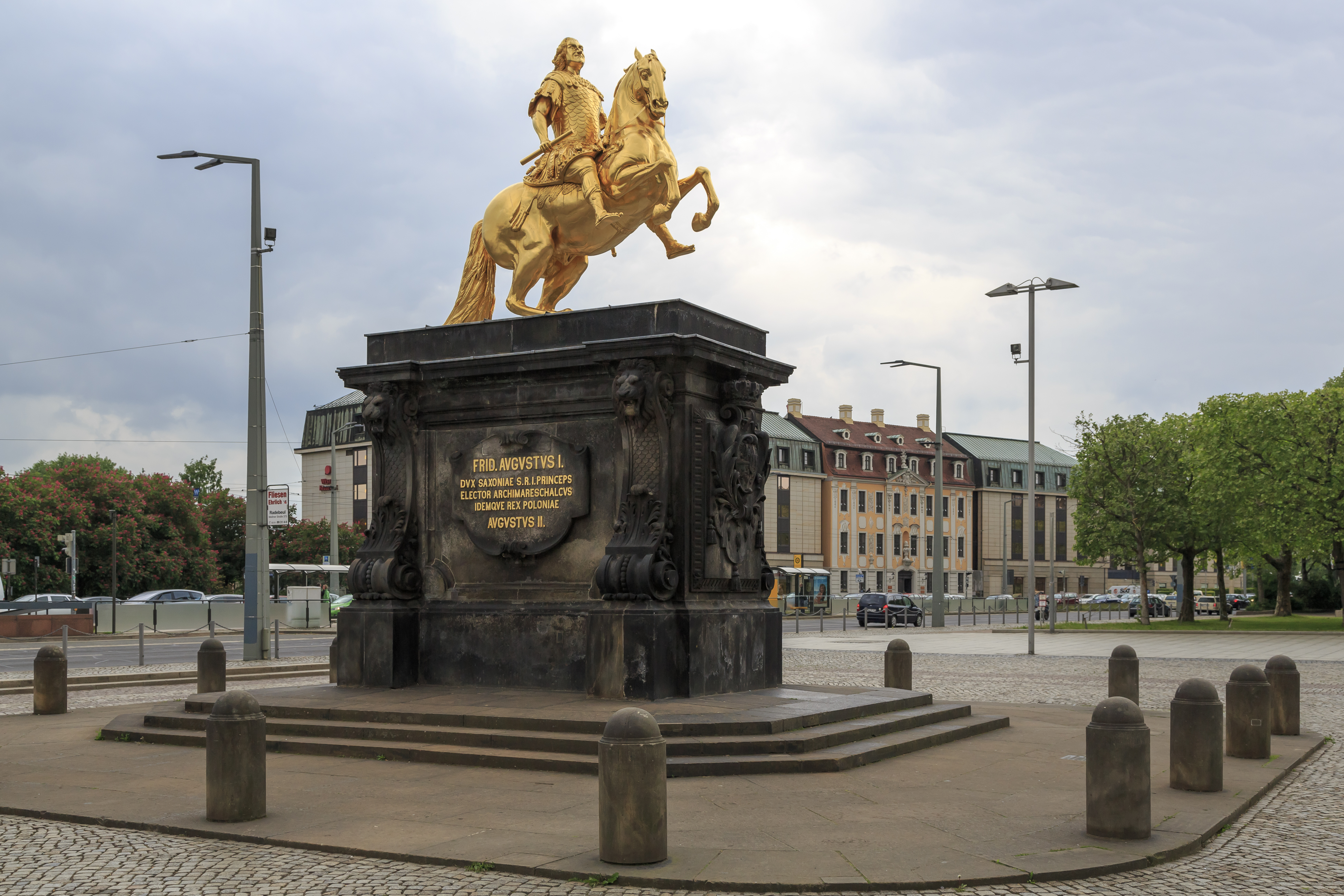
Pomnik konny Augusta II w Dreźnie

W XVIII wieku, podobnie jak Wielka Brytania i Hanower (1714–1837) w unii personalnej znalazły się również Elektorat Saksonii z Rzecząpospolitą (1697–1763, z przerwami). August II, elektor saski został wybrany na króla Polski, po wcześniejszej konwersji na katolicyzm. Sam pomysł elekcji Augusta wydawał się trafny. Polska i Saksonia, pozostające w unii personalnej, miały wspólnego przeciwnika – rosnące w siłę Prusy. Jednak podjęte przez Augusta II próby wzmocnienia władzy królewskiej w Polsce spotkały się z oporem szlacheckiego społeczeństwa Rzeczypospolitej i przeciwdziałaniom ościennych mocarstw.

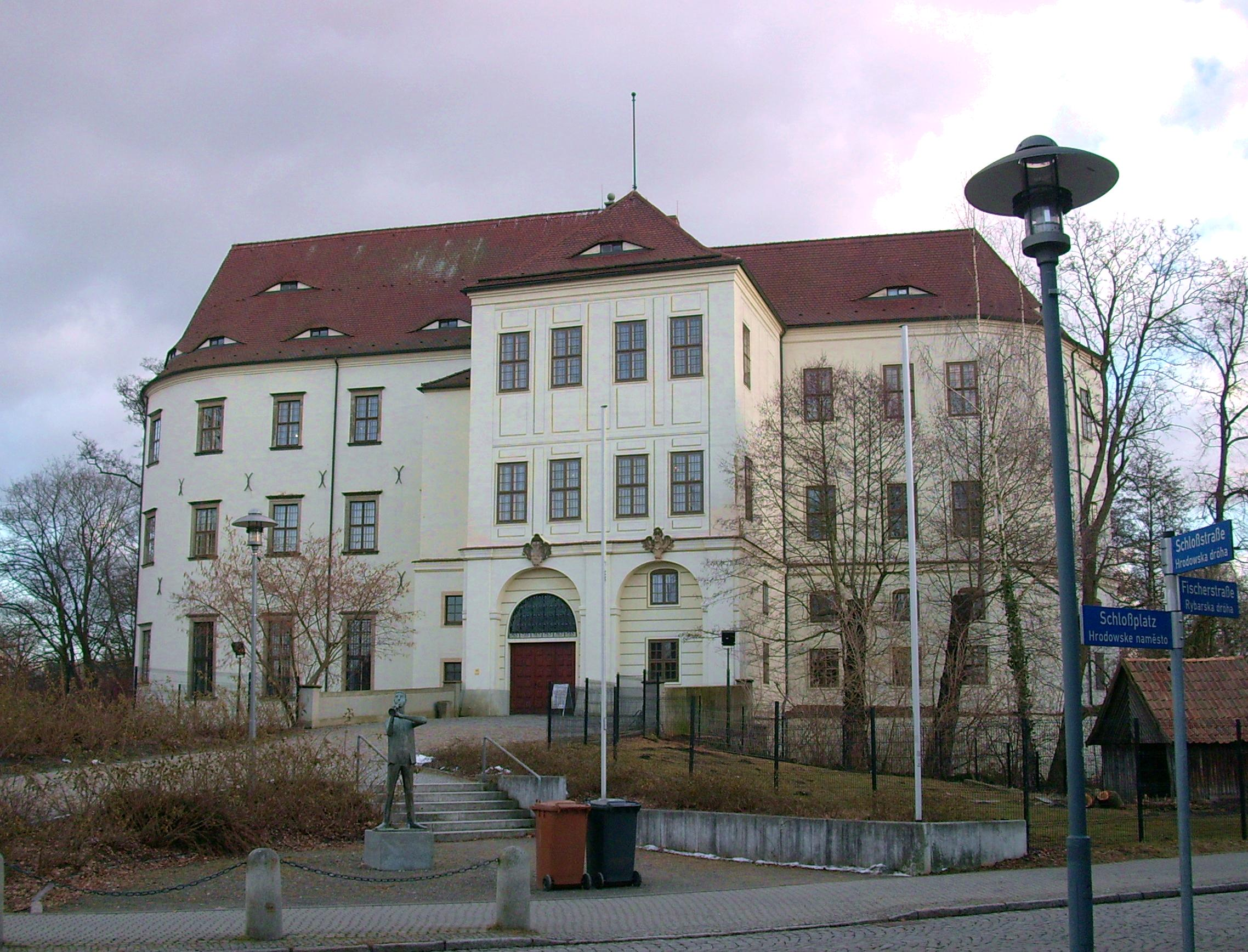
Zamek w Hoyerswerdzie – dawna posiadłość księżnej Lubomirskiej, a następnie króla Augusta III

August II Mocny dążył do ściślejszego powiązania Rzeczypospolitej i Saksonii, w której był dziedzicznym elektorem. Rzeczpospolita była wówczas pod ogromnym wpływem Rosji, a August II dążył do zmniejszenia jej wpływów. Aby wzmocnić swą pozycję przystąpił do antyszwedzkiego sojuszu (z Rosją i Danią), by w nadciągającej wielkiej wojnie północnej zdobyć dla siebie dziedziczne posiadłości w Inflantach. Inicjatywę w wojnie niespodziewanie jednak zdobył młody król szwedzki, Karol XII, który pokonał kolejno wojska rosyjskie, saskie i duńskie i wkroczył do neutralnej formalnie Rzeczypospolitej. W Polsce, w bitwie pod Kliszowem (1702) rozbił armię sasko-polską i po kilku latach zmagań doprowadził do detronizacji Augusta II i powołania na tron zależnego od siebie Stanisława Leszczyńskiego. Jednak klęska wojsk szwedzkich pod Połtawą (1709) położyła kres przewadze szwedzkiej w Rzeczypospolitej i utorowała Augustowi II drogę powrotną do Warszawy. Elektor saski wrócił do zrujnowanego kraju, jednak jego pozycja międzynarodowa była zdecydowanie słabsza, a wpływy rosyjskie w Rzeczypospolitej jeszcze bardziej się umocniły. Podjęta wówczas przez króla próba zaprowadzenia za pomocą wojsk saskich reforma ustroju Rzeczypospolitej nie powiodła się, gdyż szlachta zareagowała zawiązaniem popieranej przez Rosję konfederacji tarnogrodzkiej, czego skutkiem była wojna domowa (1715–1717). W efekcie zajść związanych z sejmem niemym Rosja zyskała wpływ na politykę i gwarancję niezmienności ustroju Rzeczypospolitej.

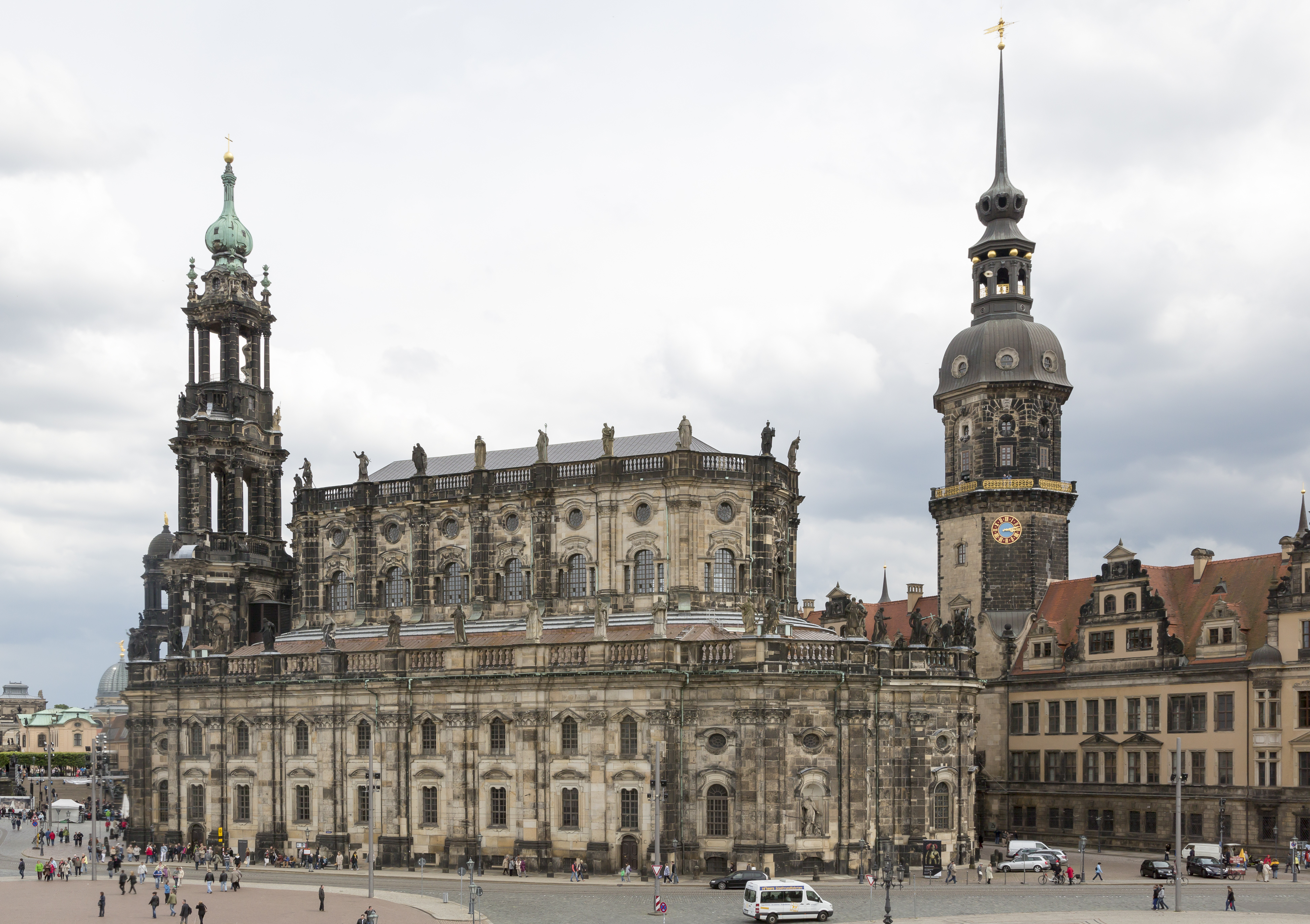
Katedra Świętej Trójcy w Dreźnie jest miejscem spoczynku przedostatniego króla Polski Augusta III i ostatniej królowej Marii Józefy

Za panowania Augusta II w ogrodach królewskich w Großsedlitz zorganizowano po raz pierwszy święto nadania Orderu Orła Białego, a w Dreźnie założono pierwszą polską szkołę oficerską. Wówczas też Drezno jako królewsko-polskie rezydencjonalne miasto urosło do rangi znaczącego ośrodka kulturalnego, którym pozostaje do dziś. Za panowania Augusta II i Augusta III powstało wiele reprezentacyjnych obiektów i muzeów Drezna, w tym Zwinger, Kościół Dworski, Pałac Japoński. Polskie monety bito m.in. w Dreźnie, Lipsku i Grünthal.
Gdy po śmierci Augusta II (1733) większość szlachty obrała królem ponownie Leszczyńskiego, ościenne państwa (Austria i Rosja) wsparły syna Augusta II, który po obraniu go przez mniejszość szlachty wstąpił na tron jako August III. Jego panowanie przedłużyło unię polsko-saską o 30 lat. Chociaż król ten nie podejmował wielkich projektów politycznych i życie polityczne jego państw jawi się w historiografii jako jałowe, to spokojne czasy jego panowania umożliwiły odbudowę zrujnowanej wojnami jego poprzednika Rzeczypospolitej i wyrobiły wśród polskiej szlachty przywiązanie do dynastii Wettinów, które ujawniło się w projekcie Konstytucja 3 maja, która przywracając zasadę dziedziczności przekazała prawa do tronu polskiego dynastii saskiej. Konstytucja stanowiła, że po wygaśnięciu linii Fryderyka Augusta prawo obioru króla wraca do Narodu. Linia ta wygasła z bezpotomną śmiercią jego córki Marii Augusty Wettyn, którą konstytucja uznała za „polską infantkę”.

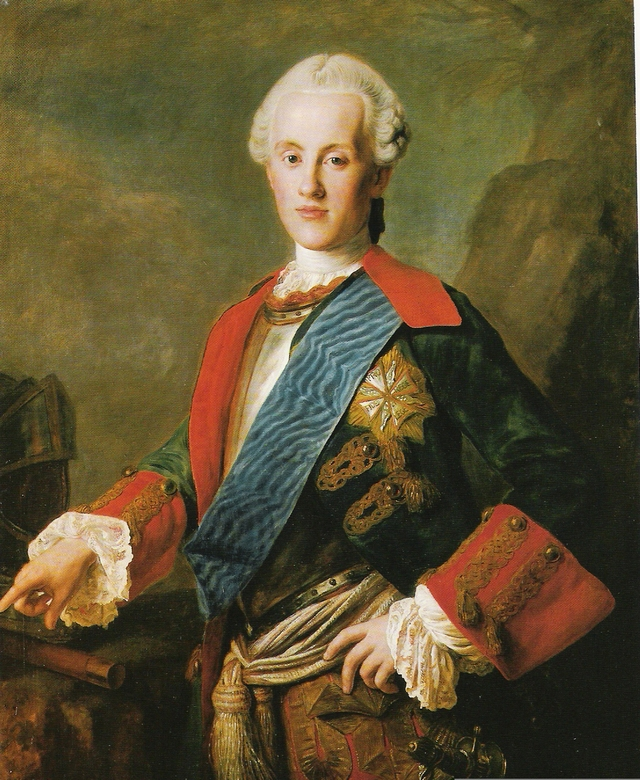
Królewicz Karol Krystian Wettyn pretendent do tronu Polski po detronizacji Stanisława Augusta przez Generalność Konfederacji barskiej

W drugiej połowie XVIII Drezno i Lipsk stały się ośrodkami konfederatów barskich, a następnie terenem przygotowań do insurekcji kościuszkowskiej, prowadzonych przez polską emigrację trzeciomajową z Hugonem Kołłątajem na czele. Po zajęciu przez wojska rosyjskie Jasnej Góry, również Kazimierz Pułaski, ze Śląska podążył do Drezna, gdzie przez kilka tygodni przebywał na dworze królewicza Karola, syna Augusta III Sasa.
Już wówczas zamieszkiwali na stałe w Saksonii przedstawiciele niektórych rodów magnackich np. generał Aleksander Jakub Lubomirski, Józef Aleksander Jabłonowski, księżna Genowefa z Ogińskich Brzostowska oraz liczna grupa oficerów w służbie saskiej. Od 1771 w stopniu podchorążego w wojsku saskim odbywał służbę Jan Henryk Dąbrowski uczestnik insurekcji kościuszkowskiej, twórca Legionów Polskich we Włoszech.
Po wstrzymaniu działań przeciwko armii rosyjskiej w 1792 większość działaczy politycznych opuściła kraj, wyjeżdżając głównie do Saksonii, tam bowiem w Lipsku i Dreźnie powstawał ośrodek emigracyjny przeciwników konfederacji targowickiej. Do Lipska wyjechał również Tadeusz Kościuszko.
W 1806 r. powstało Królestwo Saksonii, kiedy książę-elektor saski Fryderyk August I (Fryderyk August III Sprawiedliwy) ogłosił secesję ze Świętego Cesarstwa Rzymskiego (tzw. Starej Rzeszy, (niem.) Alte Reich. Altreich) i jednocześnie przystąpienie do Związku Reńskiego uznającego protektorat Napoleona. W latach 1806–1815 królestwo saskie pozostawało w unii personalnej z Księstwem Warszawskim, król Saksonii Fryderyk August I był również Księciem Warszawskim. Konstytucja Księstwa Warszawskiego została nadana w 1807 r. w Dreźnie.
Po stłumieniu przez Rosjan powstania listopadowego, Lipsk stał się miejscem schronienia polskich emigrantów. Wjazd Polaków do miasta odbył się w asyście honorowej wojska saskiego i gwardii mieszczańskiej. W Lipsku od listopada 1831 działał również „Związek Wsparcia dla Potrzebujących Polaków”, przy materialnym wsparciu infantki Marii.
W 1831 r. gościł w Dreźnie do 25 lipca, Juliusz Słowacki, który poeta znał dobrze, „a który wspominał tym milej, że w nim w 1831 r. spotykał się ze swą przyszłą dręczycielką”. W Dreźnie powstaje też 2 pieśń poematu „Żmija”.

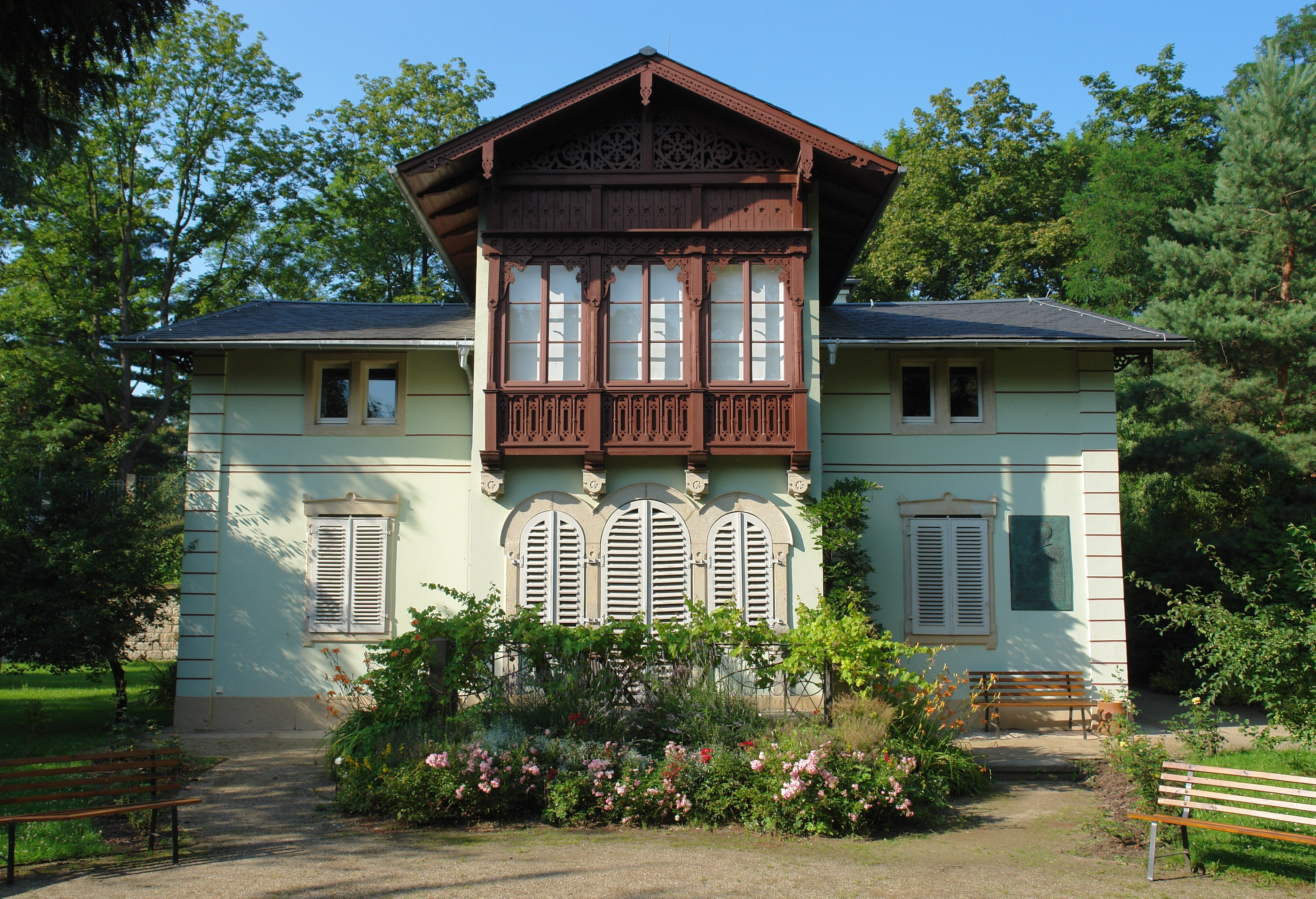
Dom Józefa Ignacego Kraszewskiego w Dreźnie, obecnie siedziba Muzeum Kraszewskiego

W 1832 r. udał się do Drezna Adam Mickiewicz, który przyłączył się w Wielkopolsce do szeregów polskiej emigracji. Towarzyszyli mu Stefan Garczyński i Ignacy Domeyko. W Dreźnie powstał oprócz drobniejszych utworów również rękopis III części „Dziadów” Mickiewicza.
W Dreźnie w 1835 r. Fryderyk Chopin poznał Marię Wodzińską, z którą się zaręczył w kolejnym roku.
W Dreźnie przez ponad 20 lat mieszkał i tworzył Józef Ignacy Kraszewski, wydalony przez margrabiego Wielopolskiego z Królestwa (od 3 lutego 1863 – do maja 1884). W Dreźnie powstały jego największe powieści „Rzym za Nerona” (1866), poprzedniczka „Quo vadis”, „Stara baśń” (1873), i „Trylogia saska” (1874–1877) będąca krytyką rządów królów polskich i elektorów saskich w ich dziedzicznej Saksonii. W 1960 roku Rada Narodowa Drezna utworzyła w dworku, w którym mieszkał pisarz Muzeum Kraszewskiego (niem. Kraszewski-Museum, Stadtmuseum Dresden, dawniej Kraszewski-Haus) przy Nordstrasse 28, gromadząc wiele pamiątek. W 2003 muzeum to zostało gruntownie odnowione. Muzeum Kraszewskiego w Dreźnie jest jedyną polską placówką muzealną na terenie Niemiec.

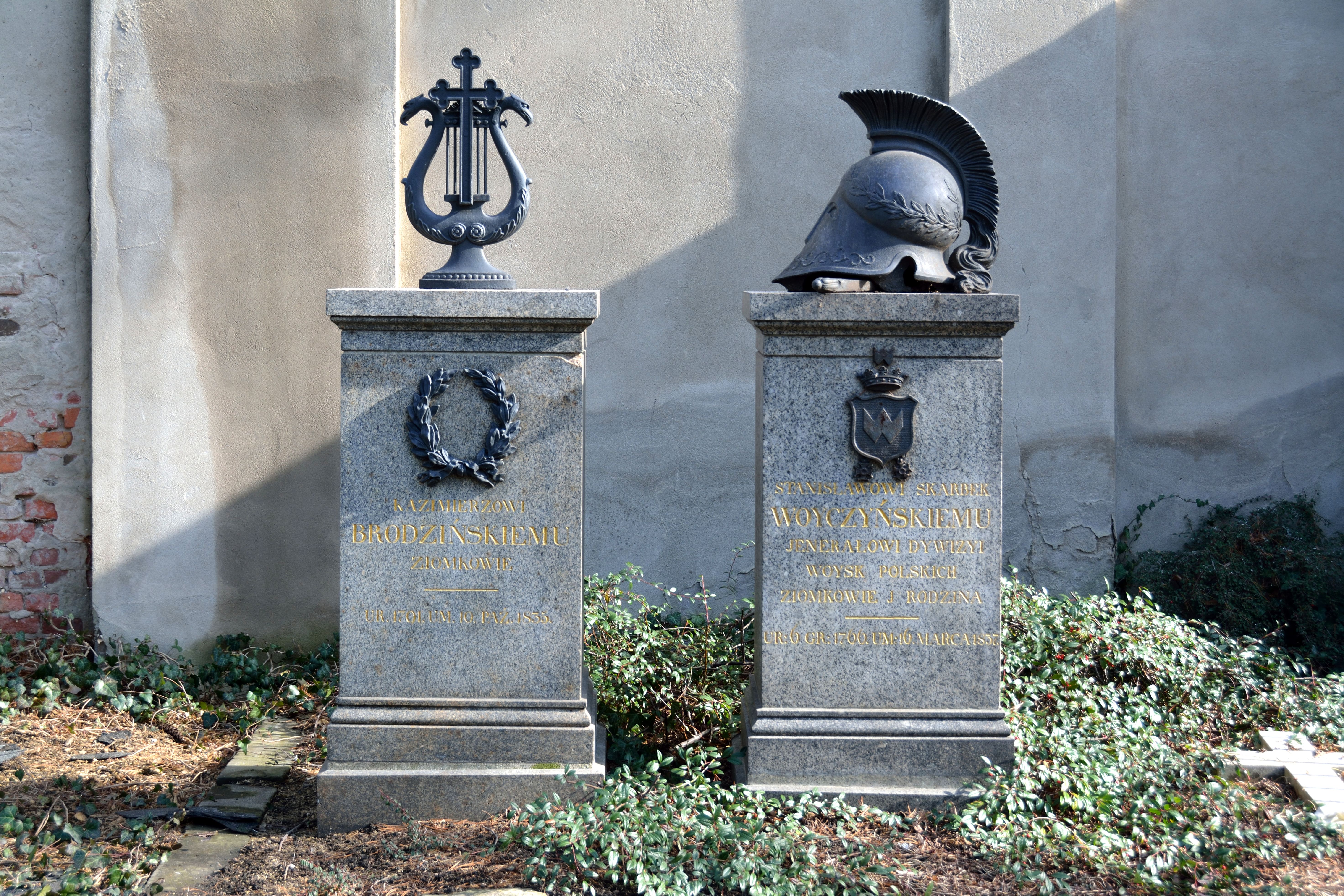
Polskie nagrobki na Starym Cmentarzu Katolickim w Dreźnie

Pamiątką po uchodźcach z okresu wielkiej emigracji jest m.in. polska kwatera na Starym Cmentarzu Katolickim w Dreźnie.
Unia polsko-saska w praktyce to przede wszystkim rola Lipska w handlu z Rzecząpospolitą polsko-litewską, a z drugiej strony znaczenie saskich fachowców dla odbudowy i rozwoju polskiej gospodarki i polskiej kultury.
Saskim ekonomistom z okresu panowania Augusta III zawdzięcza Rzeczpospolita pierwsze uprawy ziemniaka, a od wczesnego średniowiecza również prowadzenie upraw winnej latorośli przez mieszczan i duchowieństwo. W całej południowej Polsce po Kalwarię Pacławską w miastach i wsiach zachowała się saska tradycja budowy domów przysłupowych, jako podstawowej formy w urbanistyce.
To właśnie w XVIII w. nastąpiły duże zmiany w polskiej obyczajowości, wynikające ze wzmożonych kontaktów z Saksonią. Właśnie dzisiejszy kanon zachowania się przy stole, ukształtował się w tamtych czasach. Na przykład „Kawa od ludzi majętnych przeszła do całego pospólstwa, podniosły się po miastach kafenhauzy, szewcy, krawcy, przekupnie, ... i najostatniejszy motłoch udał się do kawy”. Polacy poznali herbatę u schyłku XVII w. Wtedy to dotarła ona do Polski przez Gdańsk i Drezno. Czekolada pojawiła się na początku XVIII w. Trzy dekady rządów Augusta III zrewolucjonizowały modę męską.

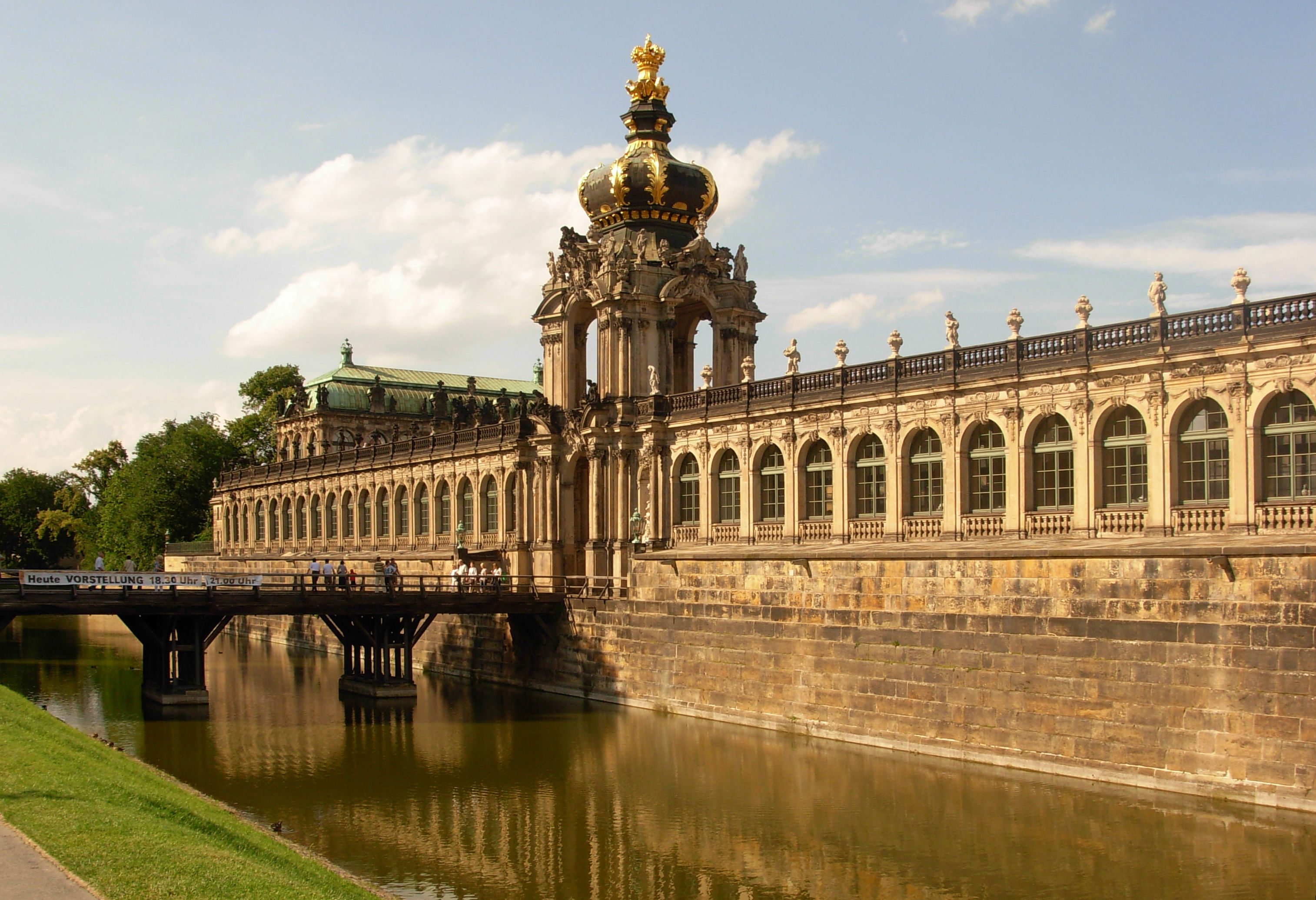
Brama Koronna Zwingeru w Dreźnie jest zwieńczona polską koroną królewską i czterema polskimi orłami

Do dziś w Saksonii znajduje się wiele pamiątek po unii polsko-saskiej. Do najbardziej charakterystycznych należy ponad 70 osiemnastowiecznych pocztowych słupów dystansowych, na których widnieją herby Polski i Saksonii. Można je znaleźć w wielu miastach na rynkach, w parkach i przy dawnych głównych drogach. Ponad 20 słupów znajduje się także poza granicami dzisiejszej Saksonii: w południowej Brandenburgii, wschodniej Turyngii, południowej-wschodniej Saksonii-Anhalcie i na południowo-zachodnich krańcach Polski (w Lubaniu i Zgorzelcu). Ponadto herb Rzeczypospolitej można znaleźć m.in. na fasadach ratuszy w Löbau i Wilsdruff, na moście Pöppelmanna w Grimmie, w lożach elektorskich króla Augusta II w katedrze we Freibergu i kościele św. Jerzego w Schwarzenberg/Erzgeb., nad bramą wjazdową i na armatach w twierdzy Königstein, na fasadach pałaców Moritzburg i Hubertusburg, na Bramie Pocztowej w Wurzen oraz w różnych punktach Drezna, m.in. na fasadach katedry św. Trójcy, Pałacu Japońskiego i zamku królewskiego w Übigau, w wielu punktach Zwingeru czy na cokole pomnika króla Augusta II. Na drezdeńskim malowidle Orszak książęcy zostały oddzielnie przedstawione herby Korony Królestwa Polskiego i Wielkiego Księstwa Litewskiego.

Herb Polski na wybranych zabytkach w Saksonii
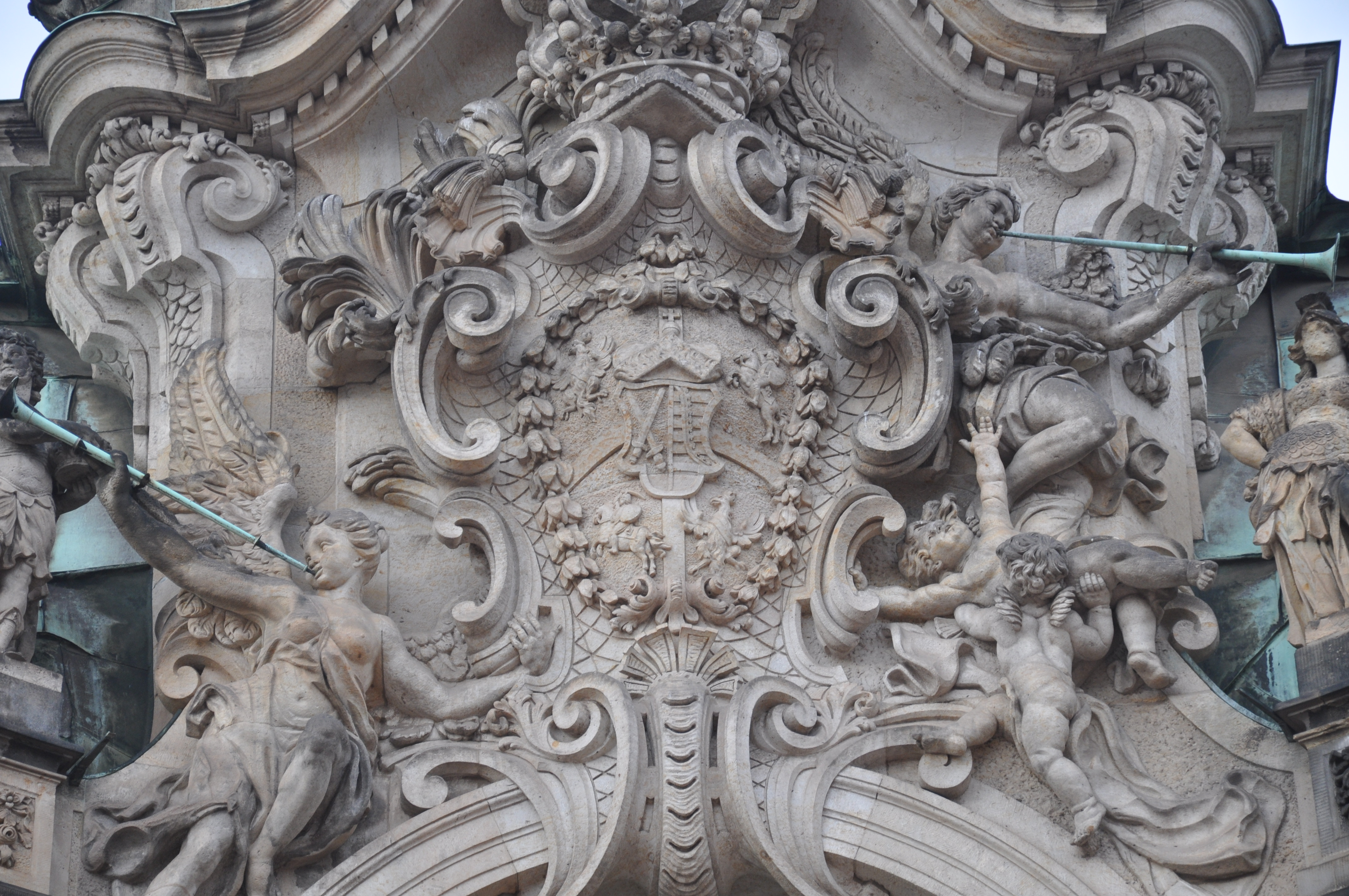
Zwinger w Dreźnie
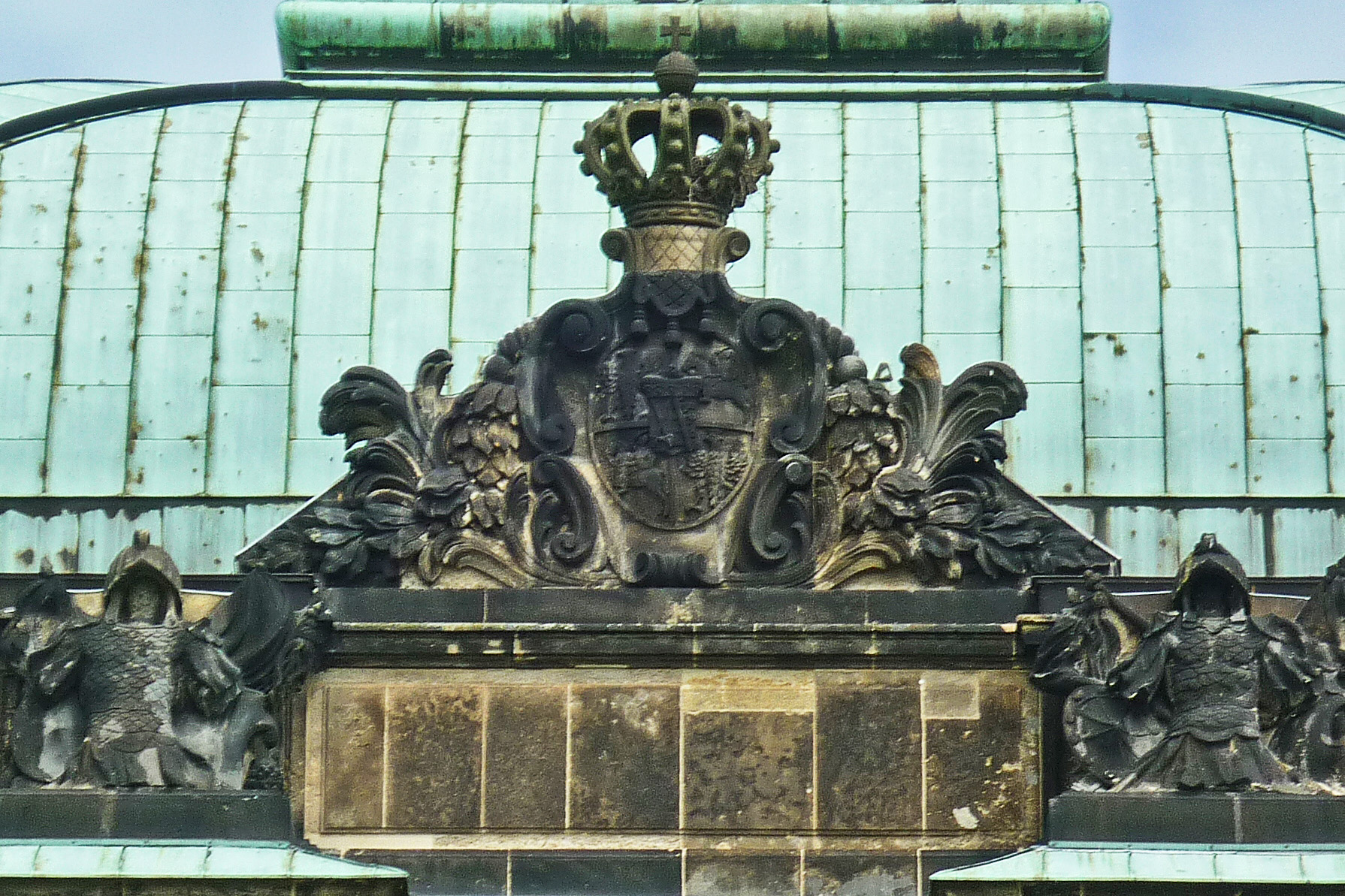
Pałac Japoński w Dreźnie
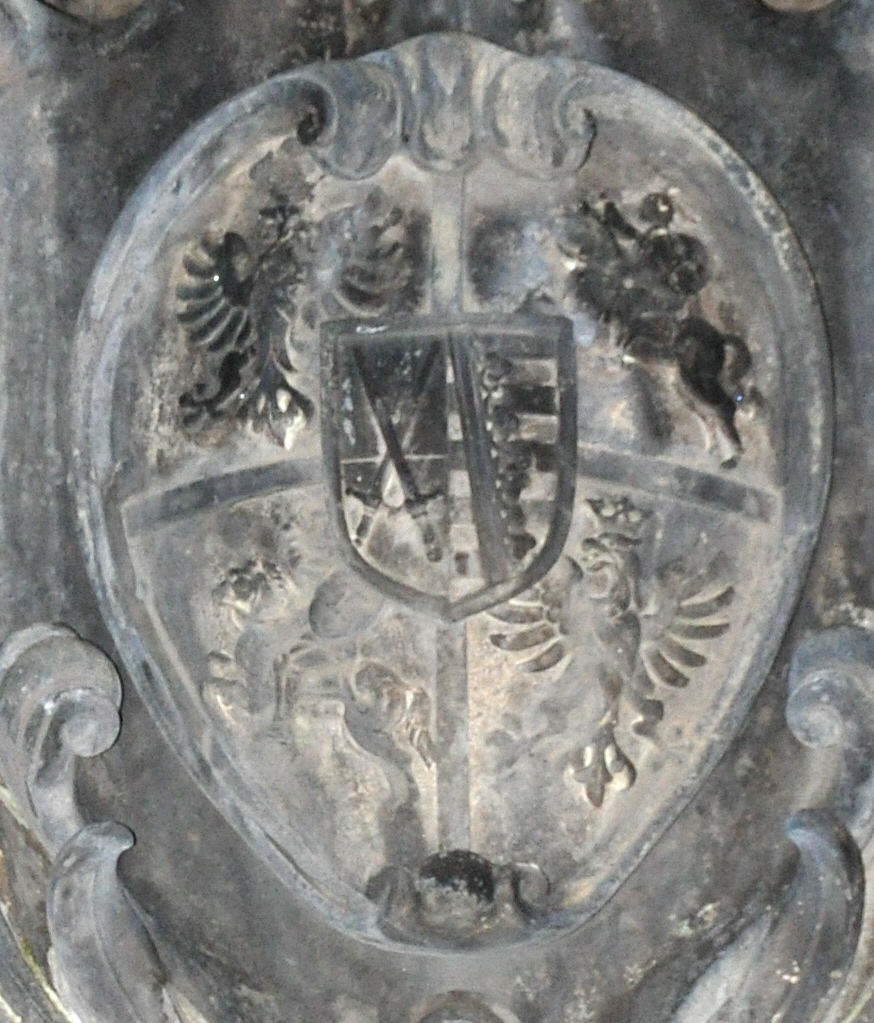
Pomnik króla Augusta II Mocnego w Dreźnie
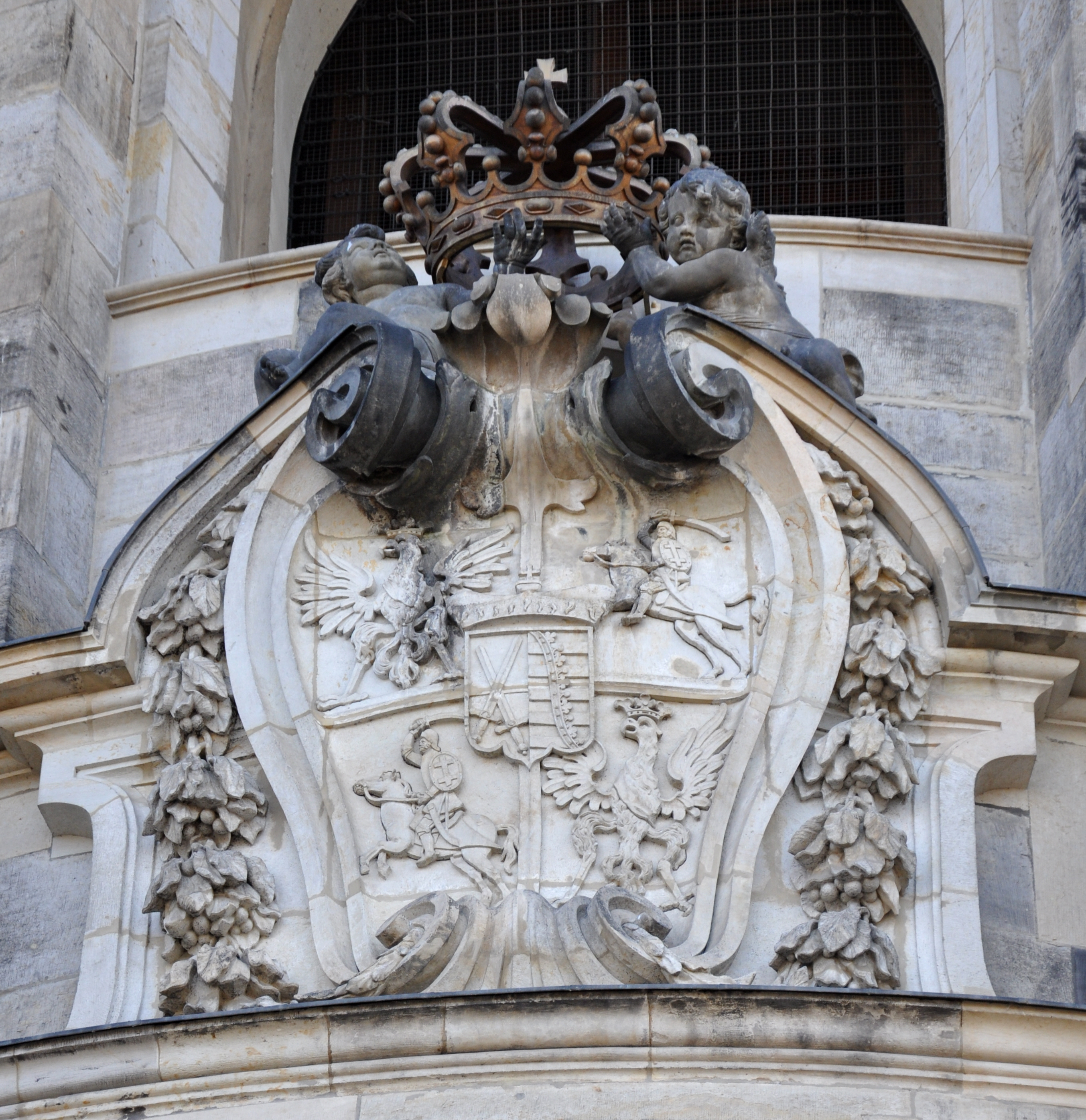
Katedra Świętej Trójcy w Dreźnie
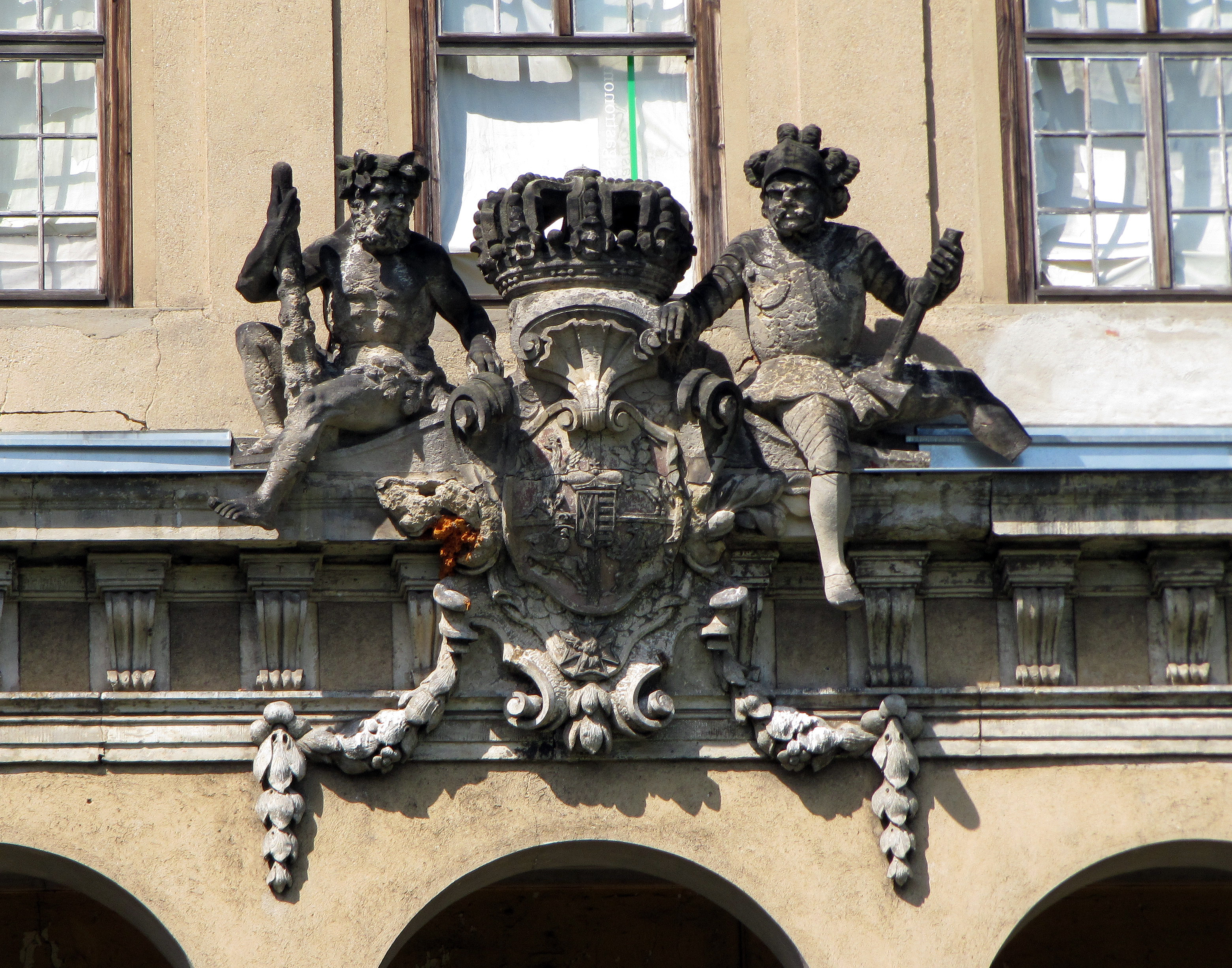
Zamek królewski w Übigau
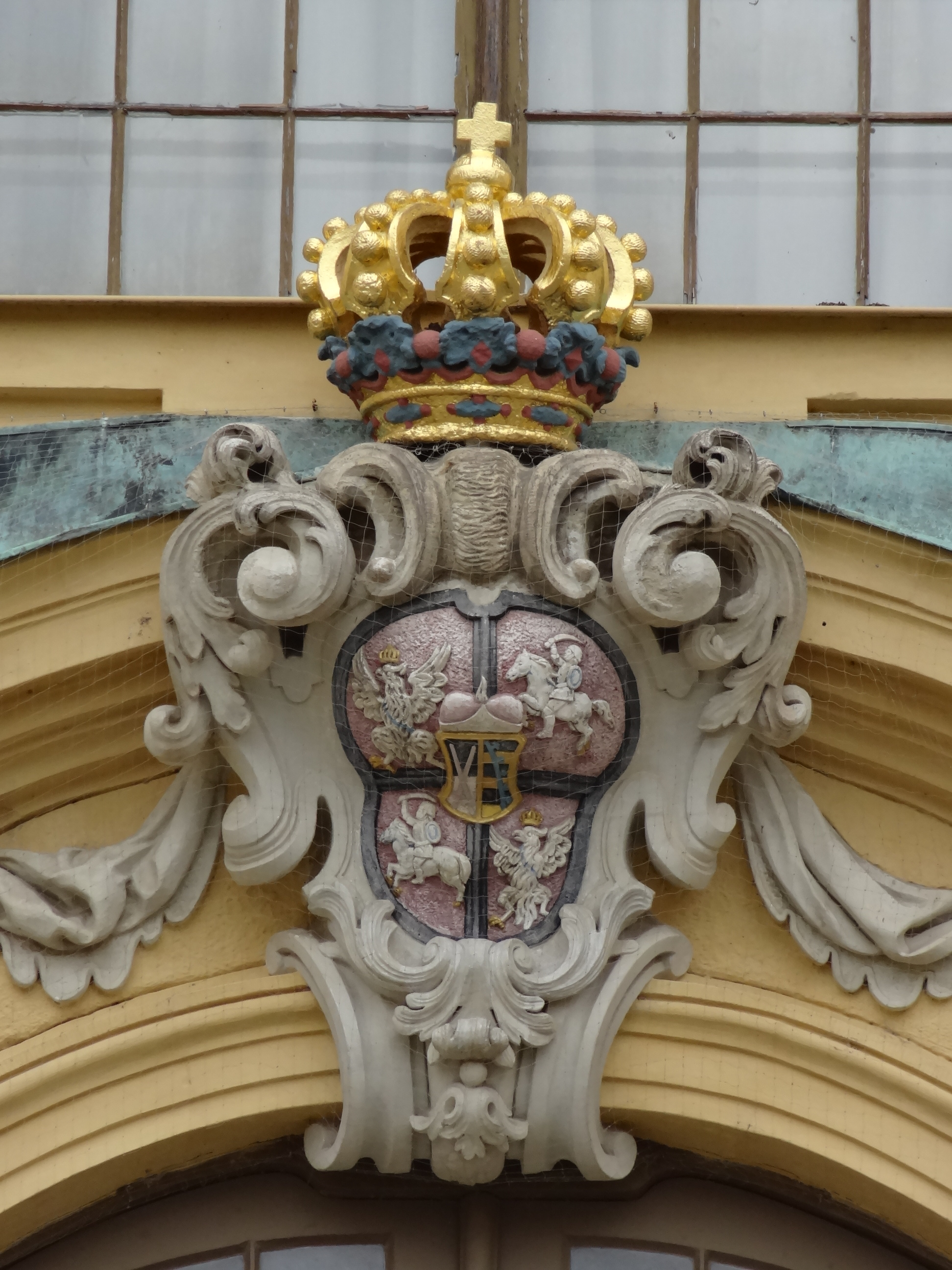
Pałac Moritzburg
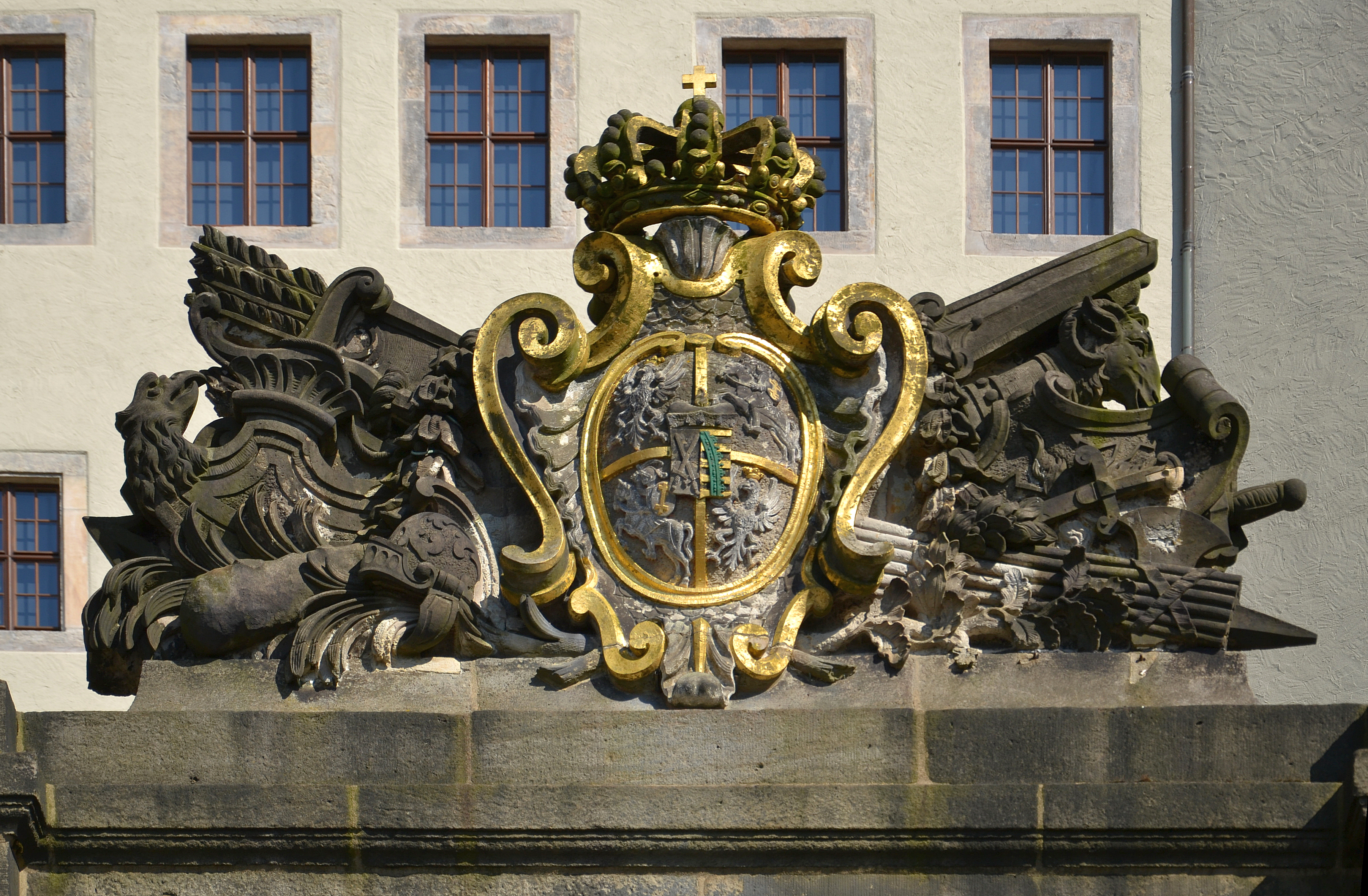
Twierdza Königstein
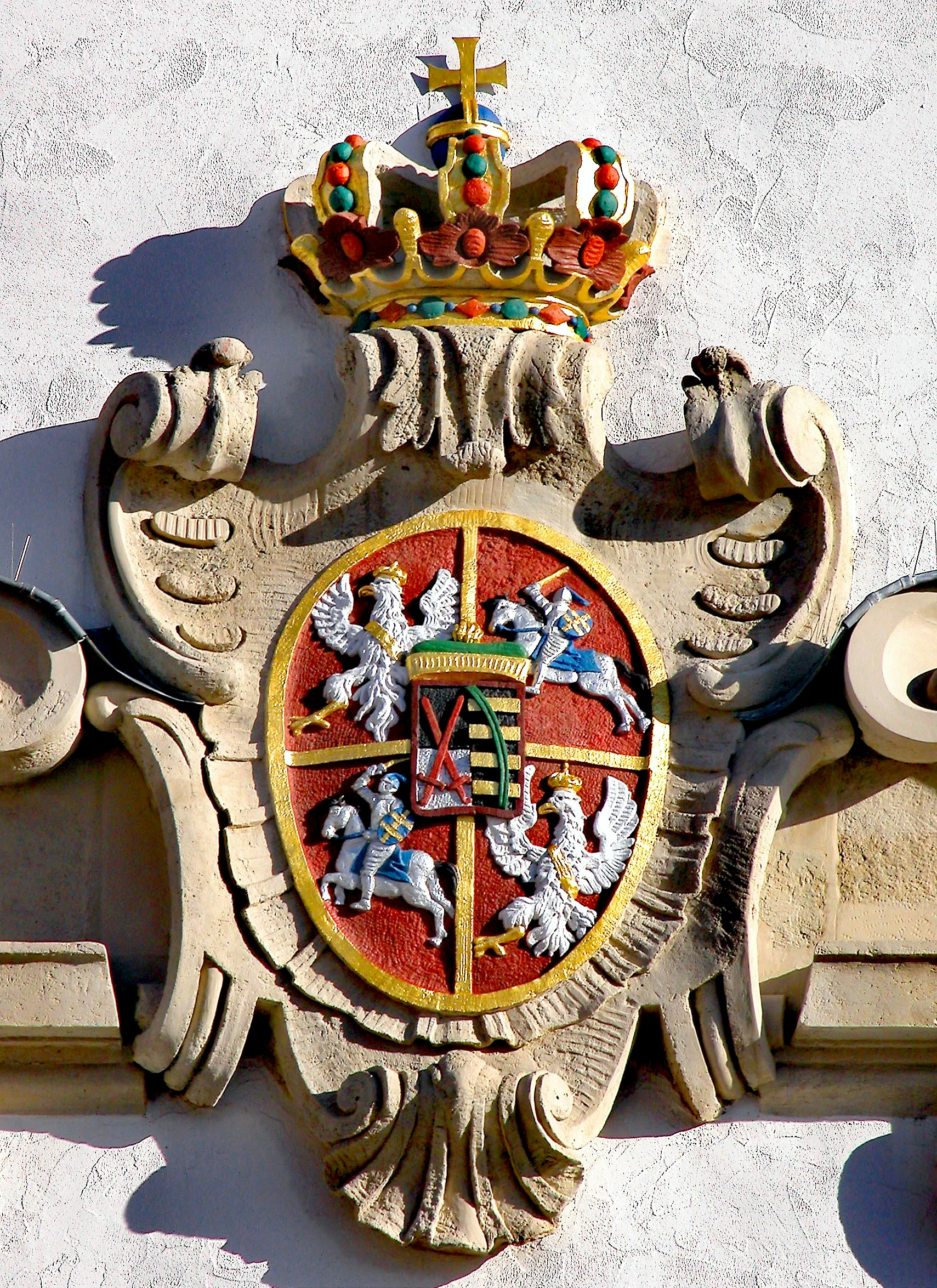
Ratusz w Wilsdruff
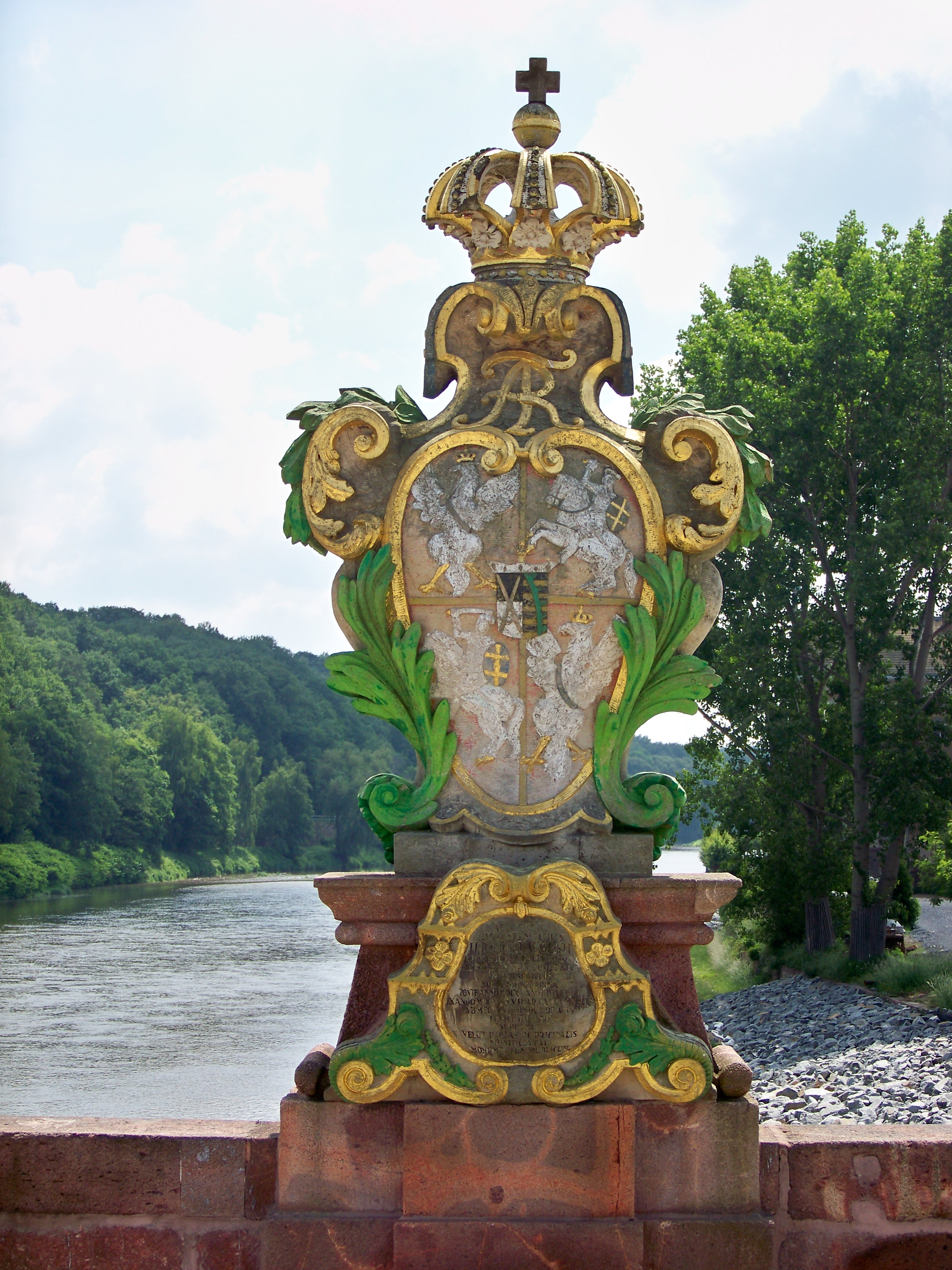
Most Pöppelmanna w Grimmie
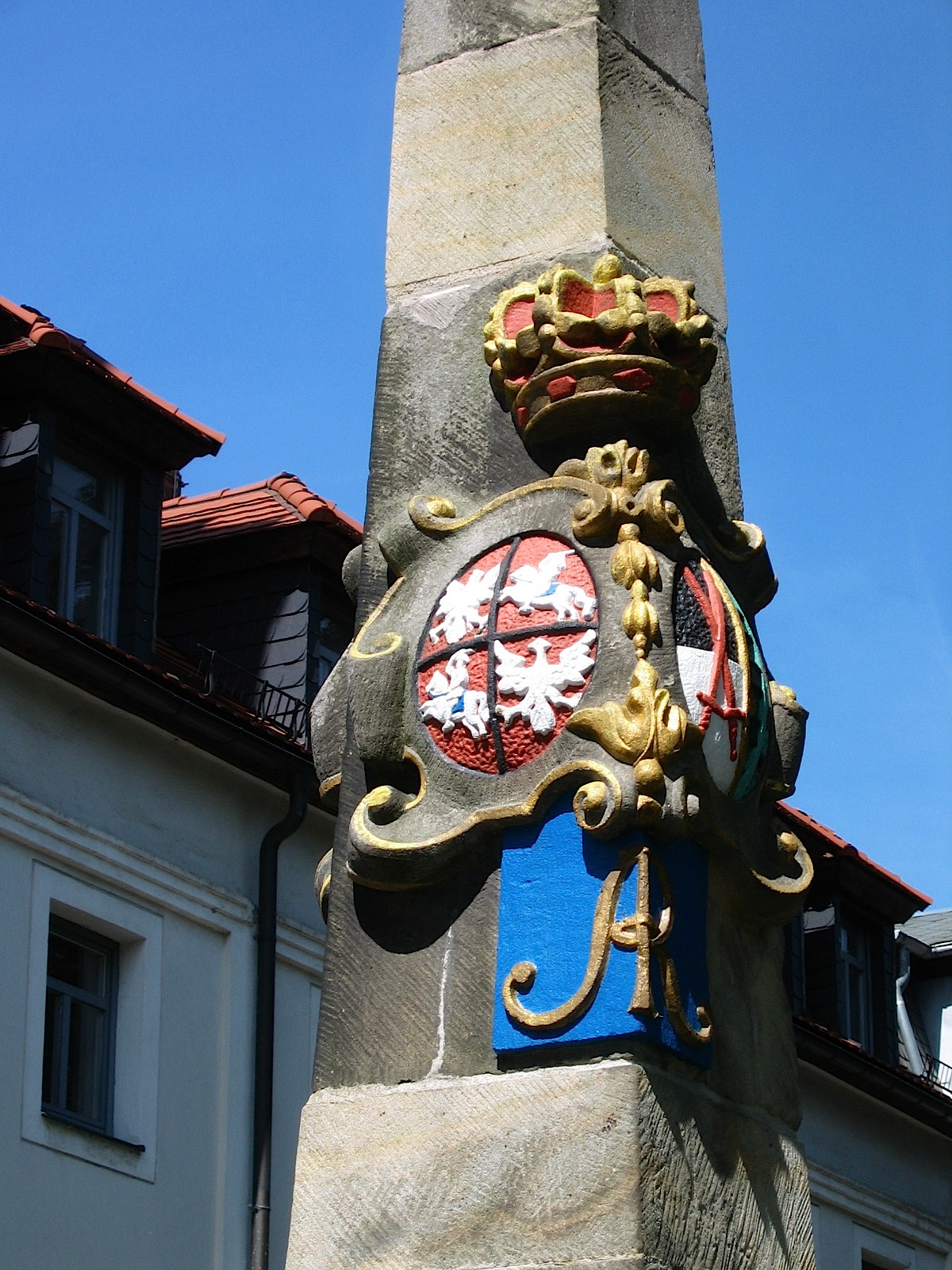
Słup dystansowy we Freibergu
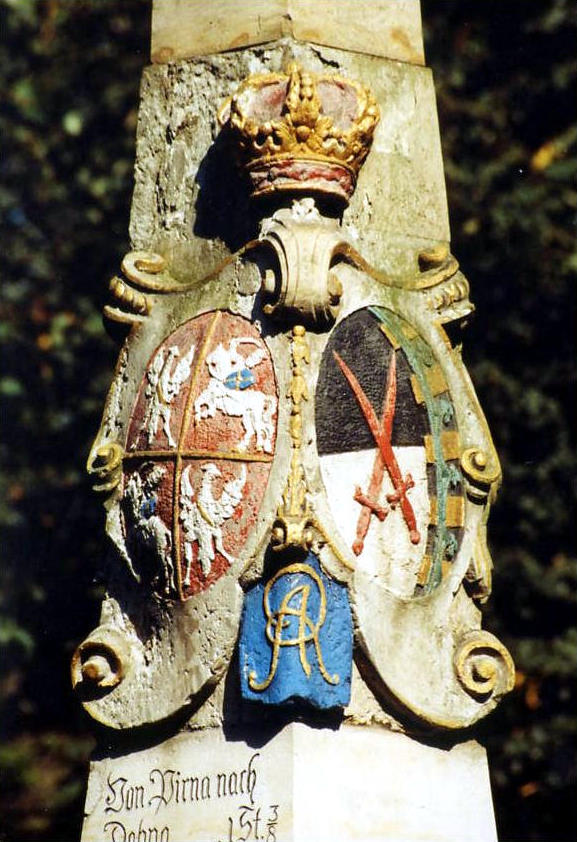
Słup dystansowy w Pirnie
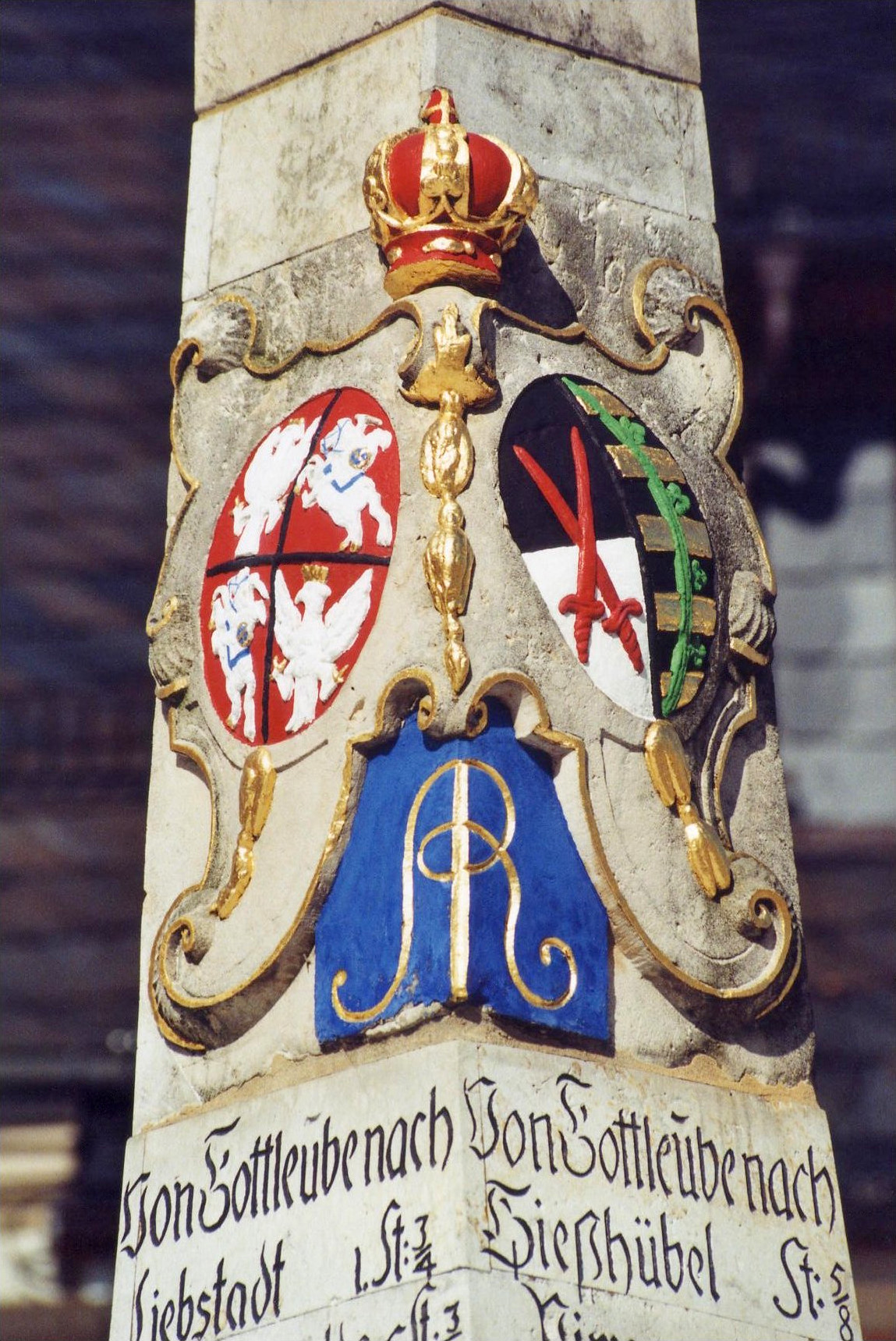
Słup dystansowy w Bad Gottleuba

## Gospodarka
Po zjednoczeniu Niemiec w gospodarce Saksonii odnotowano szereg znaczących zmian strukturalnych. Nierentowne przedsiębiorstwa przemysłowe zostały poddane procesowi likwidacji. Wiele kopalni węgla brunatnego i elektrowni zostało zamkniętych lub zreorganizowanych na nowo. Byłe wyrobiska górnicze są obecnie rekultywowane.
Wśród krajów związkowych wschodnich, Saksonia jest krajem najbardziej zamożnym. W roku 2006 odnotowano 4% wzrost gospodarczy, co wskazuje na jeden z najszybszych wzrostów gospodarczych w tym regionie Niemiec. W porównaniu z PKB w UE pod względem mocy SSN Saksonia osiągnęła w 2018 r. wskaźnik 93 (UE-27: 100). W tym samym roku wartość PKB Saksonii wyniosła 124,6 mld euro. Stopa bezrobocia w październiku 2024 r. wynosiła w Saksonii 6,5%. W kwietniu 2010 r. stopa bezrobocia wynosiła jeszcze 12,6%.
Kluczowym czynnikiem dla rozwoju kraju jest m.in. obecność w Dreźnie rozwiniętego przemysłu mikroprocesorów (tzw. „Silicon Saxony”). Niemniej jednak bezrobocie pozostało przez lata na dość wysokim poziomie a przeciętne wynagrodzenia są nadal niższe od średniej krajowej. Z tego powodu Saksonia, jak i inne regiony byłej NRD są ciągłym tematem starań gospodarczych rządu i opracowywanych polityk, silnie wspieranych przez „Unię Europejską”, a jednocześnie beneficjentem dotacji inwestycyjnych, przy użyciu 30% środków własnych, planowanych do roku 2013. Kraj zwraca również uwagę z bogactwa czerpanego z turystyki, zwłaszcza w regionie Łużyc.

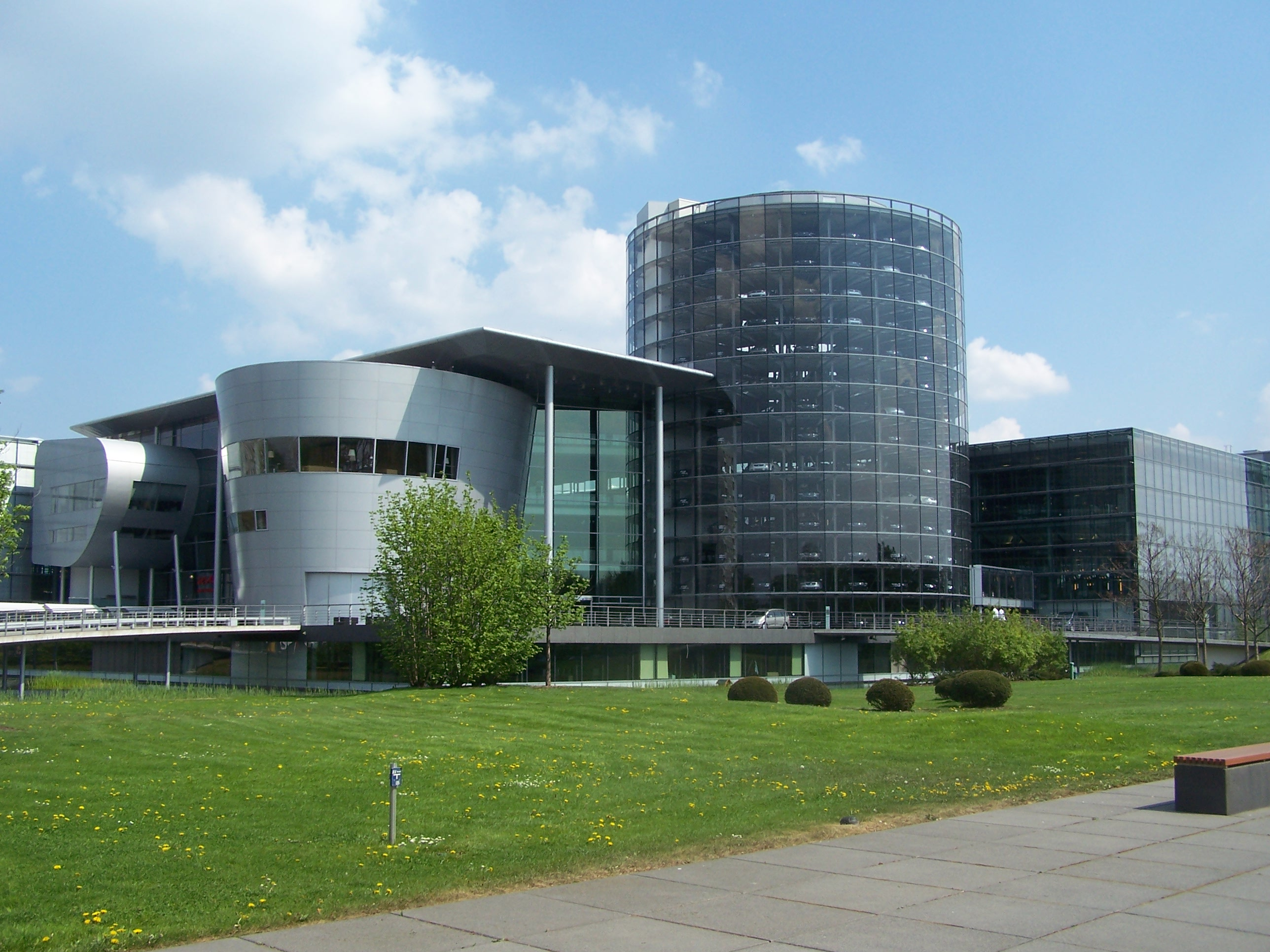
Drezdeńska fabryka Volkswagena Gläserne Manufaktur

W Dreźnie znajduje się fabryka Volkswagena Gläserne Manufaktur, gdzie ma miejsce ostatni etap produkcji Volkswagena Phaetona, natomiast w Lipsku znajdują się fabryka BMW oraz Porsche, również w Lipsku ważną rolę spełnia największy w regionie ośrodek targowy – Targi Lipskie.
Najważniejszymi partnerami Saksonii, obok starych krajów członkowskich UE i Stanów Zjednoczonych, stały się nowe kraje członkowskie UE. Ich znaczenie dla saksońskiego handlu zagranicznego stale wzrasta. Czechy, Polska, Słowacja i Węgry są dla Saksonii najważniejszymi partnerami w imporcie w ujęciu globalnym. Import do tego regionu w latach 2003–2004 był wyższy niż wartość towarów dostarczanych do Saksonii ze starych państw członkowskich UE, co wskazuje na reorientację saksońskiego importu.
Euroregion Nysa był pierwszym powołanym do życia przy granicach Polski, Niemiec i Czech. Pomógł on zwłaszcza w rozwoju regionów przygranicznych, szczególnie w kwestiach dotyczących środowiska, jak i rozwoju turystyki, m.in. emisję dwutlenku siarki zredukowano o 92%, zaś tlenku azotu o 80%.

### Rolnictwo

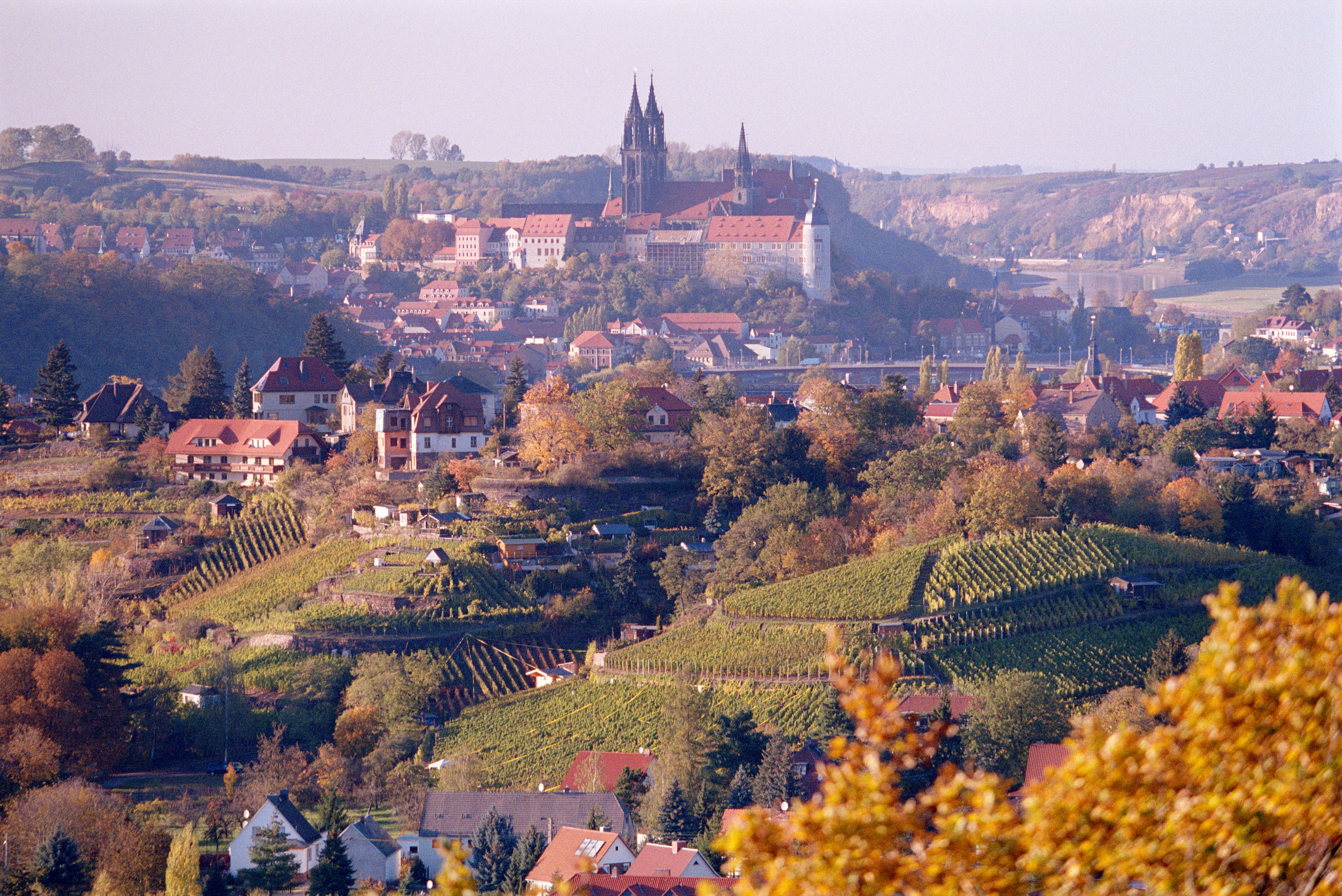
Winnice w Miśni

Rolnictwo Saksonii od roku 1945 przeszło dwie poważne zmiany strukturalne. W czasach NRD prawie wszystkie gospodarstwa rolne zostały znacjonalizowane i zamienione na 800 państwowych gospodarstw rolnych oraz 800 dużych rolniczych spółdzielni produkcyjnych. Po zjednoczeniu Niemiec, i likwidacji NRD, pozostało 650 rolniczych spółdzielni oraz utworzono 8000 indywidualnych gospodarstw rolnych. W tym czasie rolnictwo saksońskie zostało w znaczący sposób zmodernizowane. Głównymi produktami pochodzącymi z gospodarstw saksońskich są zboża, sery i owoce, głównie jabłka. Saksonia jest ponadto najmniejszym regionem winiarskim Niemiec. W produkcji zwierzęcej nastąpiło przesunięcie z trzody chlewnej na utrzymanie innych zwierząt hodowlanych, jednakże produkcja w tym sektorze gospodarki nie powróciła już do poziomu z roku 1990.

### Turystyka

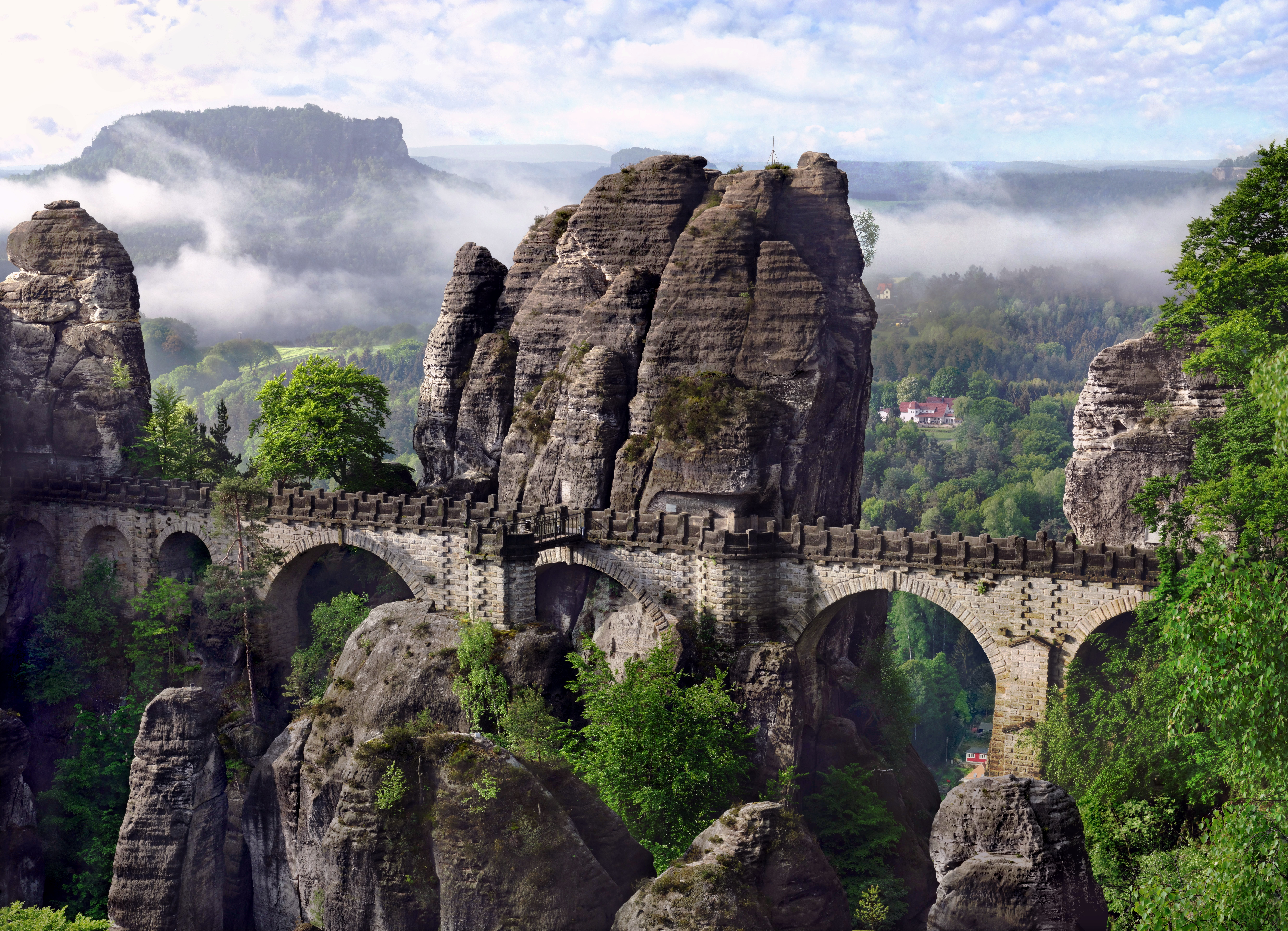
Bastei w Szwajcarii Saksońskiej

W Saksonii rozwinęła się turystyka przede wszystkim w pasmie górskim Rudaw na granicy Niemiec i Czech. Zachował się XVI-wieczny trakt w Rudawach, prowadzący z Saksonii do Czech poprzez ośrodki górnictwa cyny.
Główne atrakcje turystyczne Drezna i okolic: m.in. Zwinger, Opera Sempera, galeria „Alte Meister”, Frauenkirche oraz twierdza i Szwajcaria Saksońska. Barokowe Drezno jako siedziba elektorów saskich i królów Polski z racji trwającej od 1697 do 1763 unii personalnej, ze słynną na cały świat galerią obrazów to również miasto muzeów – znajduje się tu Muzeum Porcelany, Muzeum Higieny, Muzeum Komunikacji i inne. Szwajcaria Saksońska i jej miejscowości wypoczynkowe Königstein i Bad Schandau należą do najliczniej odwiedzanych regionów turystycznych Niemiec.

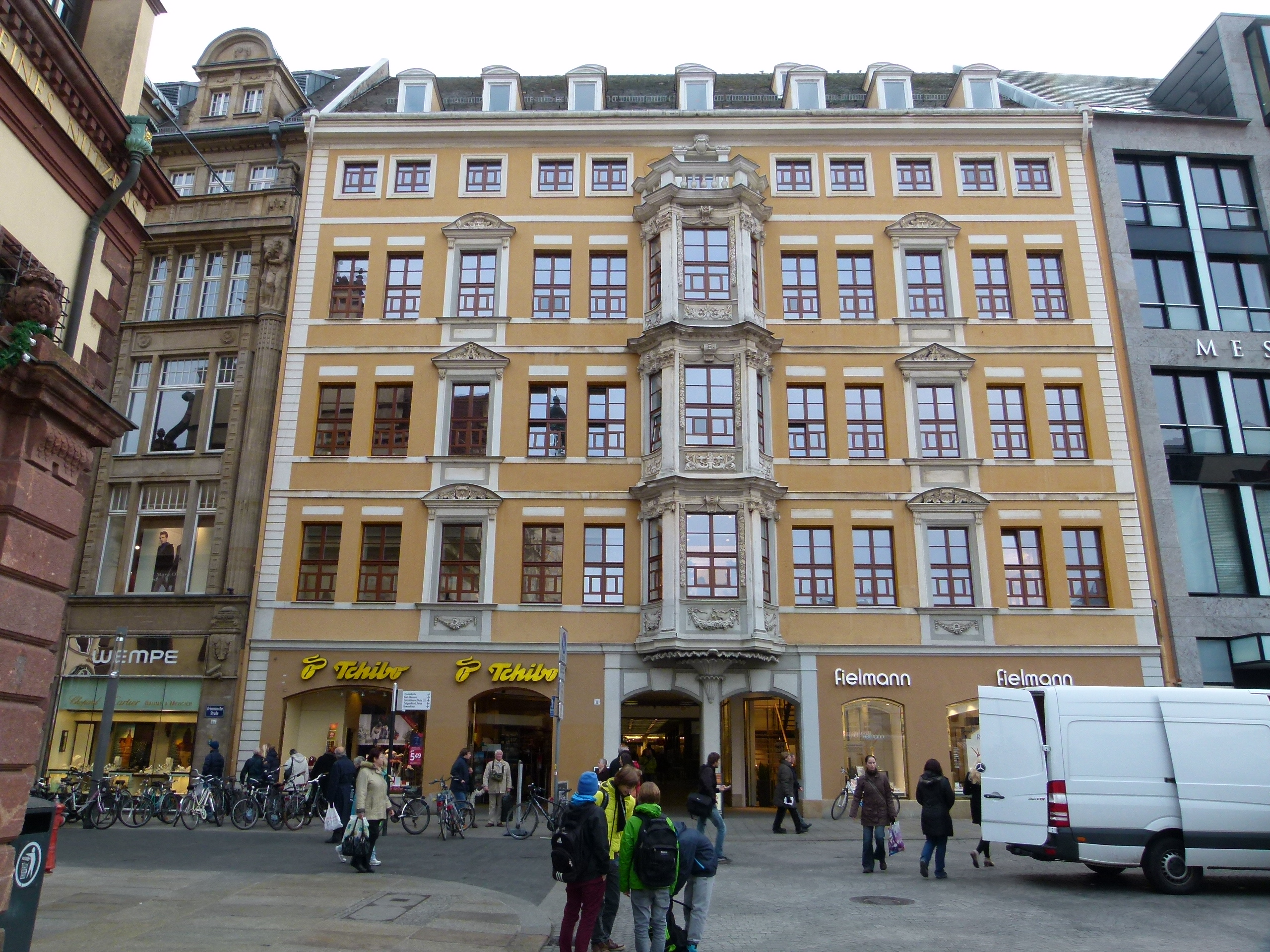
Kamienica Królewska w Lipsku

Miasto Lipsk spełnia w Saksonii rolę wybitnego centrum kulturalnego. Już Goethe pisał w czasie swych studiów w Lipsku: „Mein Leipzig ist ein klein Paris und bildet seine Leute”. Tę pozycję ułatwia mu 800-letnia tradycja miasta handlowego oraz organizacja po dziś dzień Międzynarodowych Targów.

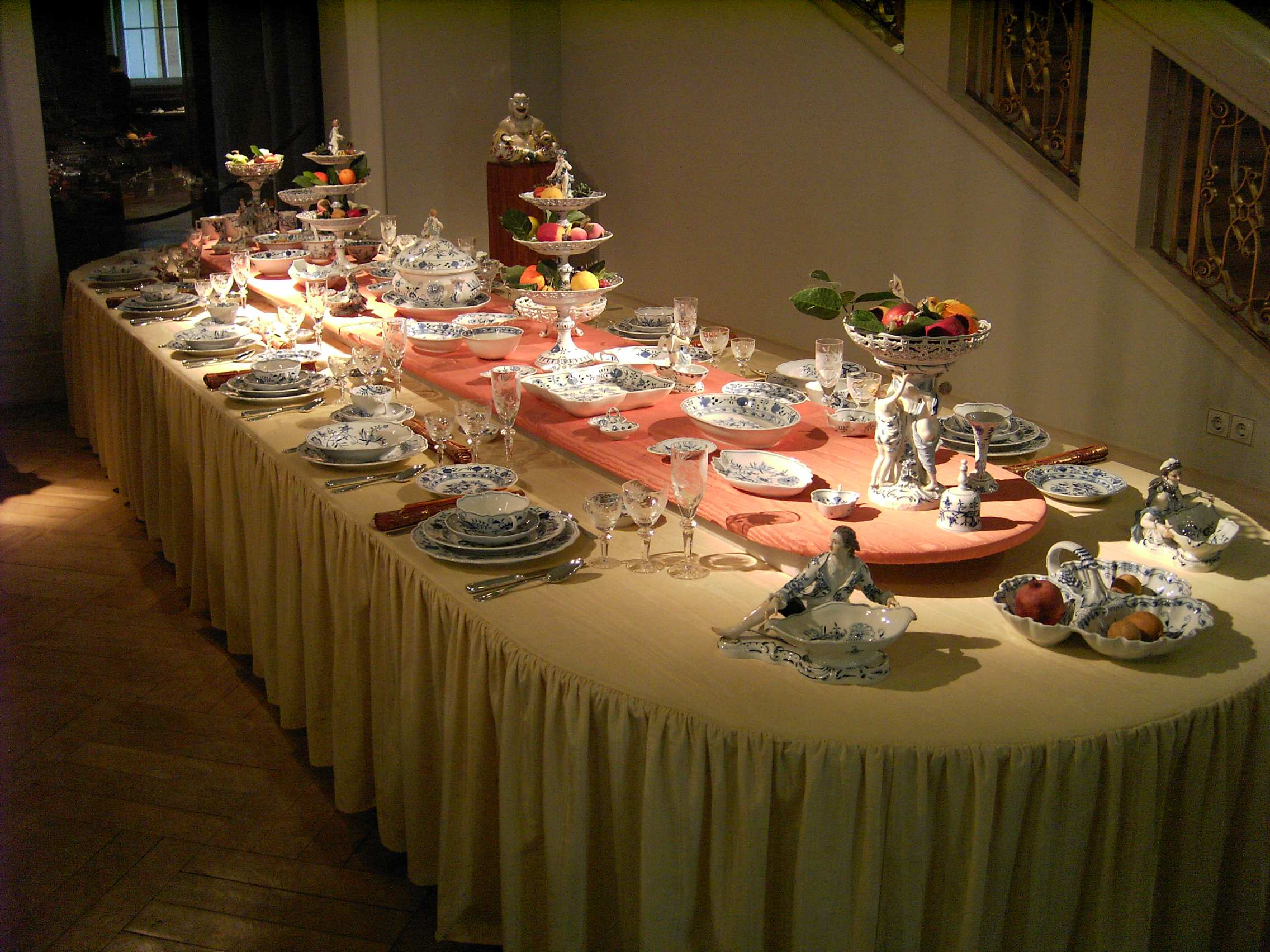
Ekspozycja w Muzeum Porcelany w Miśni

Saksonia zalicza się do grona obszarów, w których najlepiej zachowały się historyczne zespoły urbanistyczne, m.in. w Miśni, Budziszynie, Görlitz, Freibergu czy Pirnie. Miśnię rozsławiła znana na całym świecie porcelana miśnieńska, która jest tu produkowana od 1710, kiedy na mocy dekretu króla Augusta II założono Królewsko-Polską i Elektorsko-Saską Manufakturę Porcelany (Königlich-Polnische und Kurfürstlich-Sächsische Porzellan-Manufaktur). Wizyta w Manufakturze Porcelany „Staatliche Porzellan-Manufaktur Meissen GmbH” to w przypadku podróży do Miśni miejsce warte odwiedzenia.
We wschodniej części Saksonii, na pograniczu z Polską i Czechami występuje oryginalna dla tego regionu architektura domów przysłupowych. Kraina górzystych Łużyc położona w trójkącie granicznym nieopodal Żytawy – przyciąga turystów do gór średnich i jest drugim co do znaczenia obszarem turystycznym. Dla odwiedzających interesujące mogą być również łużyckie obyczaje ludowe, oraz produkty regionalne czy łużyckie dekoracje wielkanocne. W licznych muzeach i izbach regionalnych są pielęgnowane i prezentowane zwyczaje i świadectwa historii Serbów łużyckich.

## Oświata
Studia w Dreźnie to przede wszystkim Uniwersytet Techniczny w Dreźnie (Technische Universität Dresden), a także szkoły wyższe oraz wyższe szkoły zawodowe. Wśród nich Wyższa Szkoła Techniczno-Ekonomiczna (Hochschule für Technik und Wirtschaft Dresden/FH), Akademia Muzyczna im. C.M. Webera (Hochschule für Musik „Carl Maria von Weber” Dresden), Akademia Sztuk Pięknych (Hochschule für Bildende Künste Dresden), Drezdeńska Wyższa Szkoła Tańca im. G. Palucca (Palucca Schule Dresden, Hochschule für Tanz), Ewangelicka Wyższa Szkoła dla Pracowników Socjalnych (Evangelische Hochschule für Soziale Arbeit/FH) oraz Saksońska Akademia Zawodowa Państwowej Akademii w Dreźnie (Berufsakademie Sachsen – Staatliche Studienakademie Dresden).
Pozostałe znane uczelnie w Saksonii to: Akademia Górnicza we Freibergu (Bergakademie Freiberg), Uniwersytet w Lipsku (Universität Leipzig), Uniwersytet Techniczny w Chemnitz (Technische Universität Chemnitz) czy Hochschule Zittau/Görlitz.

## Ludność i miasta
Saksonia liczy obecnie nieco ponad 4 mln mieszkańców a gęstość zaludnienia jest zbliżona do średniej niemieckiej krajowej i wynosi 219 osób na km². Niemniej, mieszkańców ubywa już od kilkudzięsięciu lat – w 1964 roku na terenie Saksonii mieszkało prawie 5,5 mln osób, w 1990 r. liczba mieszkańców wynosiła około 4,8 mln a w 2005 r. Saksonia miała populację na poziomie 4,27 mln osób.
Jedynymi obszarami w Saksonii, które od dłuższego czasu notują przyrost ludności, są jej dwa największe miasta wraz z otaczającymi je gminami. Obszary wiejskie, większość małych i średnich miast, a także niektóre większe ośrodki miejskie odnotowały spadek liczby mieszkańców w wyniku emigracji oraz niskiego wskaźnika urodzeń.

### Największe miasta
| Miasto                                       | Powiat                           | Populacja 1990 | Populacja 2000 | Populacja 2011 | Populacja 2022 |
| -------------------------------------------- | -------------------------------- | -------------- | -------------- | -------------- | -------------- |
| Lipsk (niem. Leipzig)                        | miasto na prawach powiatu        | 560 387        | 493 208        | 531 809        | 598 899        |
| Drezno (niem. Dresden)                       | miasto na prawach powiatu        | 514 071        | 477 807        | 529 781        | 557 782        |
| Chemnitz                                     | miasto na prawach powiatu        | 317 486        | 259 246        | 243 173        | 240 078        |
| Zwickau                                      | Zwickau                          | 124 788        | 103 008        | 93 128         | 87 020         |
| Plauen                                       | Vogtland                         | 77 191         | 71 543         | 65 738         | 64 674         |
| Görlitz (górnołuż. Zhorjelc)                 | Görlitz                          | 76 603         | 61 599         | 55 350         | 54 664         |
| Freiberg                                     | Mittelsachsen                    | 50 896         | 45 428         | 41 498         | 40 103         |
| Pirna                                        | Sächsische Schweiz-Osterzgebirge | 46 081         | 42 108         | 38 735         | 39 411         |
| Freital                                      | Sächsische Schweiz-Osterzgebirge | 41 480         | 40 129         | 39 329         | 39 355         |
| Budziszyn (górnołuż. Budyšin, niem. Bautzen) | Budziszyn                        | 52 884         | 43 353         | 40 457         | 38 084         |
| Radebeul                                     | Miśnia                           | 31 195         | 32 246         | 33 769         | 33 497         |
| Hoyerswerda (górnołuż. Wojerecy)             | Budziszyn                        | 68 982         | 50 203         | 36 687         | 31 064         |
| Riesa                                        | Miśnia                           | 47 049         | 39 367         | 33 549         | 29 434         |
| Miśnia (niem. Meißen)                        | Miśnia                           | 35 187         | 29 398         | 27 555         | 28 487         |
| Grimma                                       | Lipsk                            | 34 904         | 31 459         | 29 779         | 27 639         |
| Delitzsch                                    | Nordsachsen                      | 31 284         | 29 287         | 26 035         | 25 816         |
| Żytawa (górnołuż. Žitawa, niem. Zittau)      | Görlitz                          | 41 404         | 32 775         | 27 845         | 25 585         |
| Markkleeberg                                 | Lipsk                            | 19 624         | 23 157         | 24 402         | 25 581         |
| Limbach-Oberfrohna                           | Zwickau                          | 28 916         | 27 552         | 25 141         | 23 708         |
| Döbeln                                       | Mittelsachsen                    | 31 479         | 28 322         | 24 618         | 23 488         |
| Glauchau                                     | Zwickau                          | 29 509         | 27 285         | 24 234         | 21 821         |
| Werdau                                       | Zwickau                          | 28 162         | 26 077         | 22 303         | 20 668         |
| Coswig                                       | Miśnia                           | 26 123         | 24 035         | 21 157         | 20 369         |
| Reichenbach im Vogtland                      | Vogtland                         | 25 036         | 23 469         | 19 836         | 20 001         |

### Język

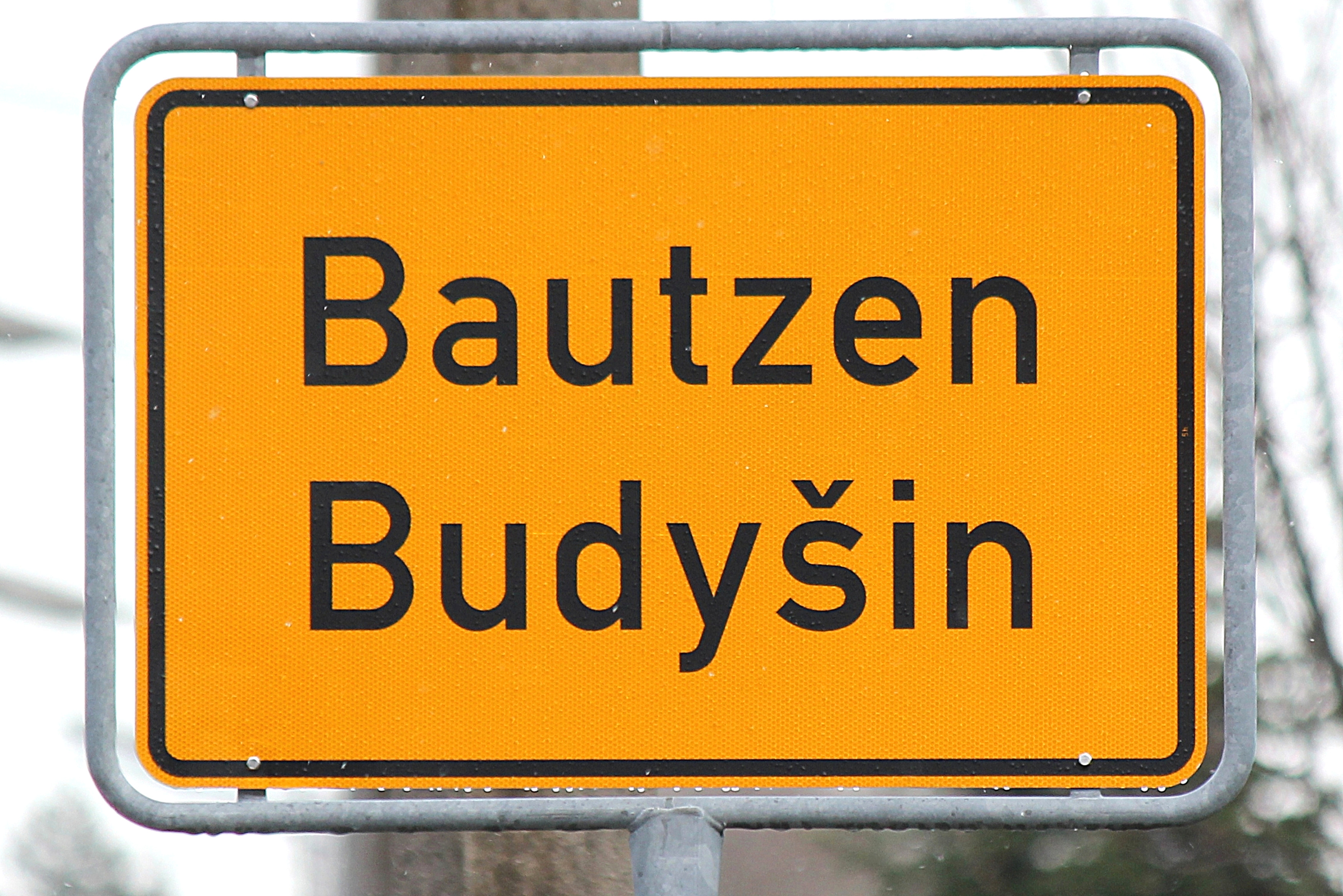
Dwujęzyczna (niemiecka i górnołużycka) tablica na granicy miasta Budziszyn

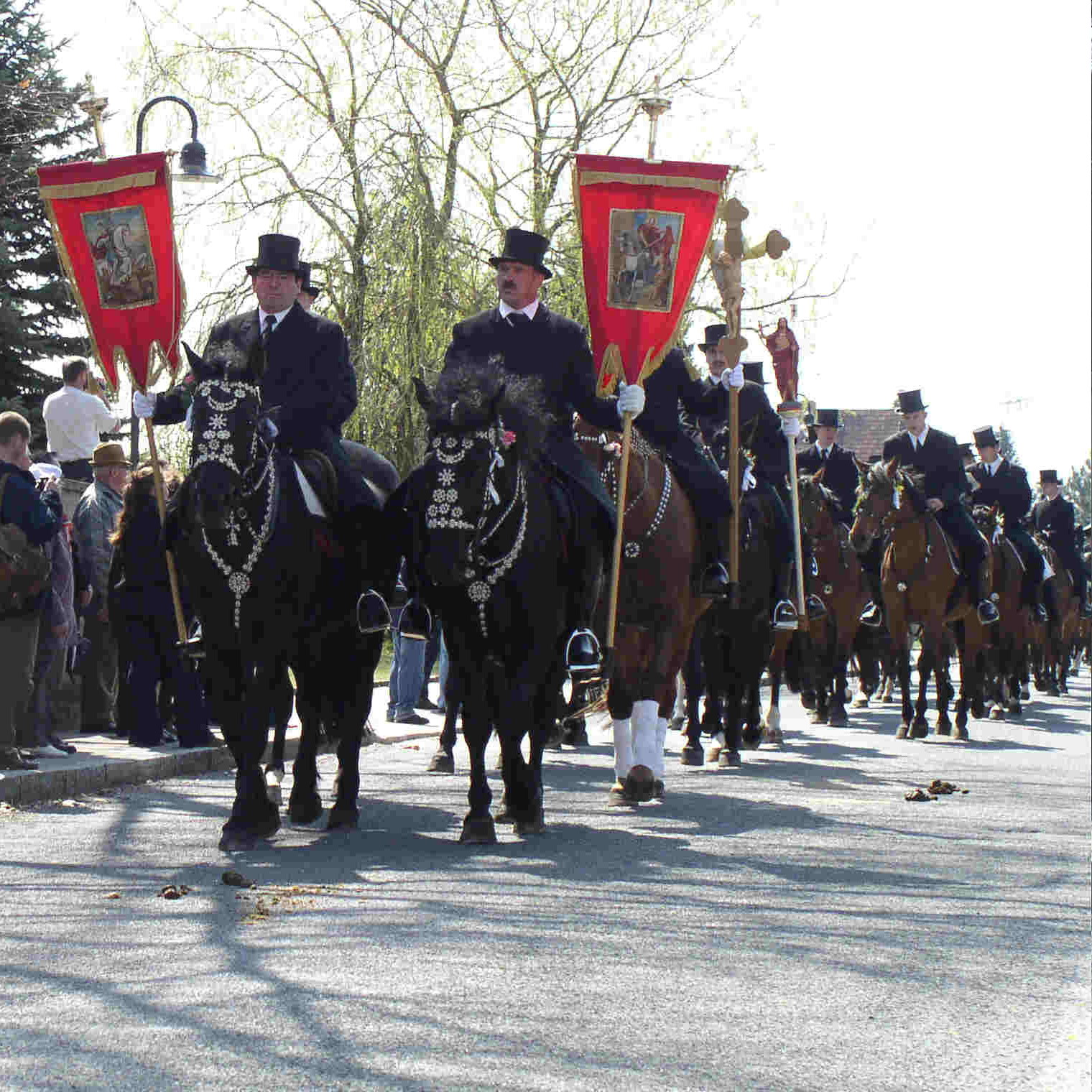
Łużycka Wielkanoc w miejscowości Radibor

Istnieją dwa najczęściej używane dialekty saskie: górny, będący „wyszydzaną” przez innych gwarą, oraz dolnoniemiecki, wśród nich saski plattdeutsche będący odrębnym językiem. Używanie tych dialektów ograniczało się dawniej do ludzi niewykształconych. Natomiast na obszarze dialektów wysokoniemieckich, z których wyrósł niemiecki język literacki, używanie ich nie przynosi nikomu ujmy.
Inne niemieckie dialekty Saksonii koncentrują się w okolicach Rudaw i mają naleciałości dialektów wschodniobawarskich.
Język górnołużycki jest nadal używany w części Górnych Łużyc, które zajmuje serbołużycka mniejszość. Niemcy w Górnych Łużycach mówią różnymi dialektami, w tym niemieckim dialektem łużyckim.

### Religia
Dane za 2022 rok według EKD:
- Protestanci w ramach Kościoła Ewangelickiego w Niemczech (EKD) – 16,1%
- Katolicy – 3,5%
- Brak lub inne wyznanie (także protestanci poza EKD) – 80,3%

## Podział administracyjny

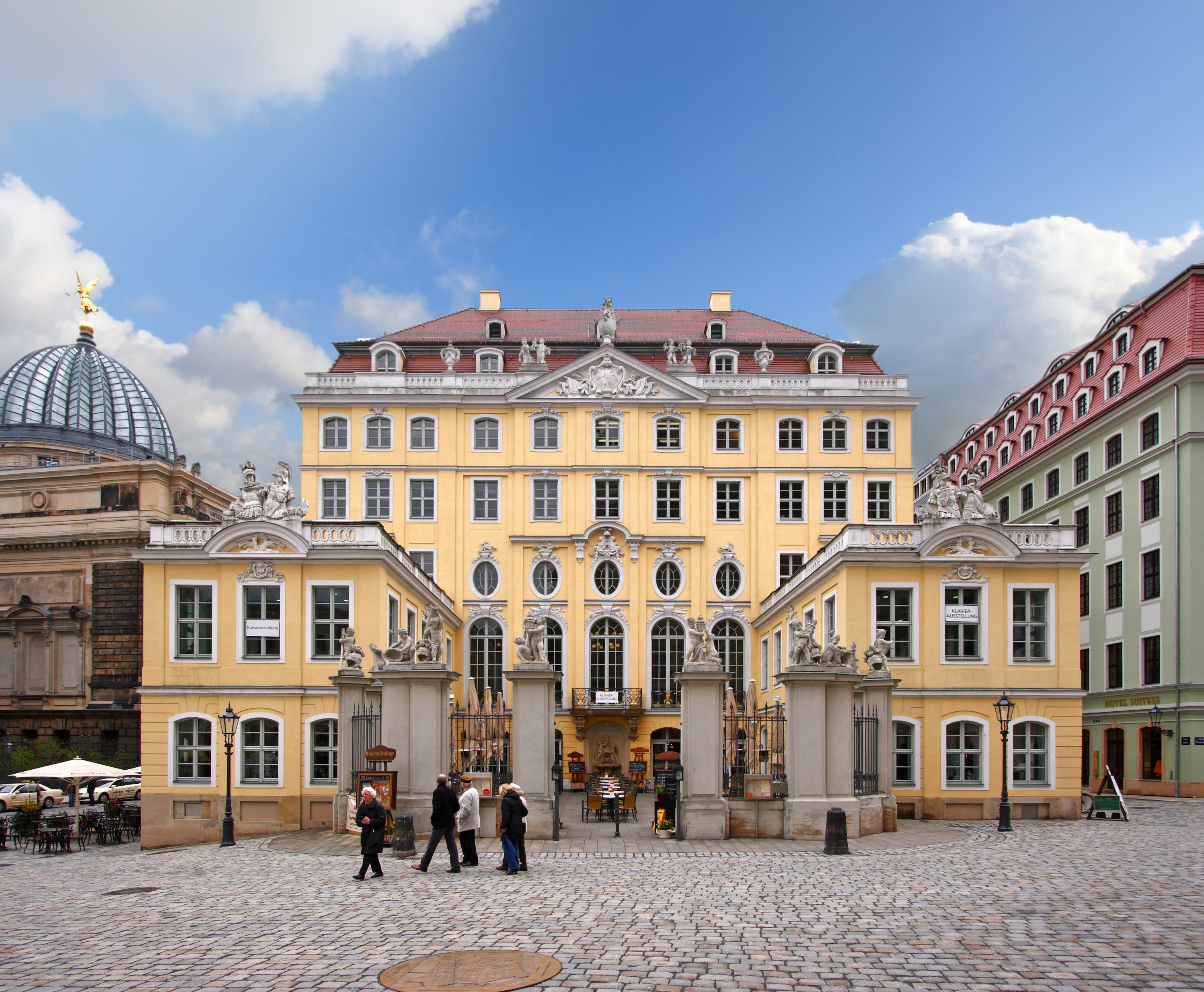
Drezno

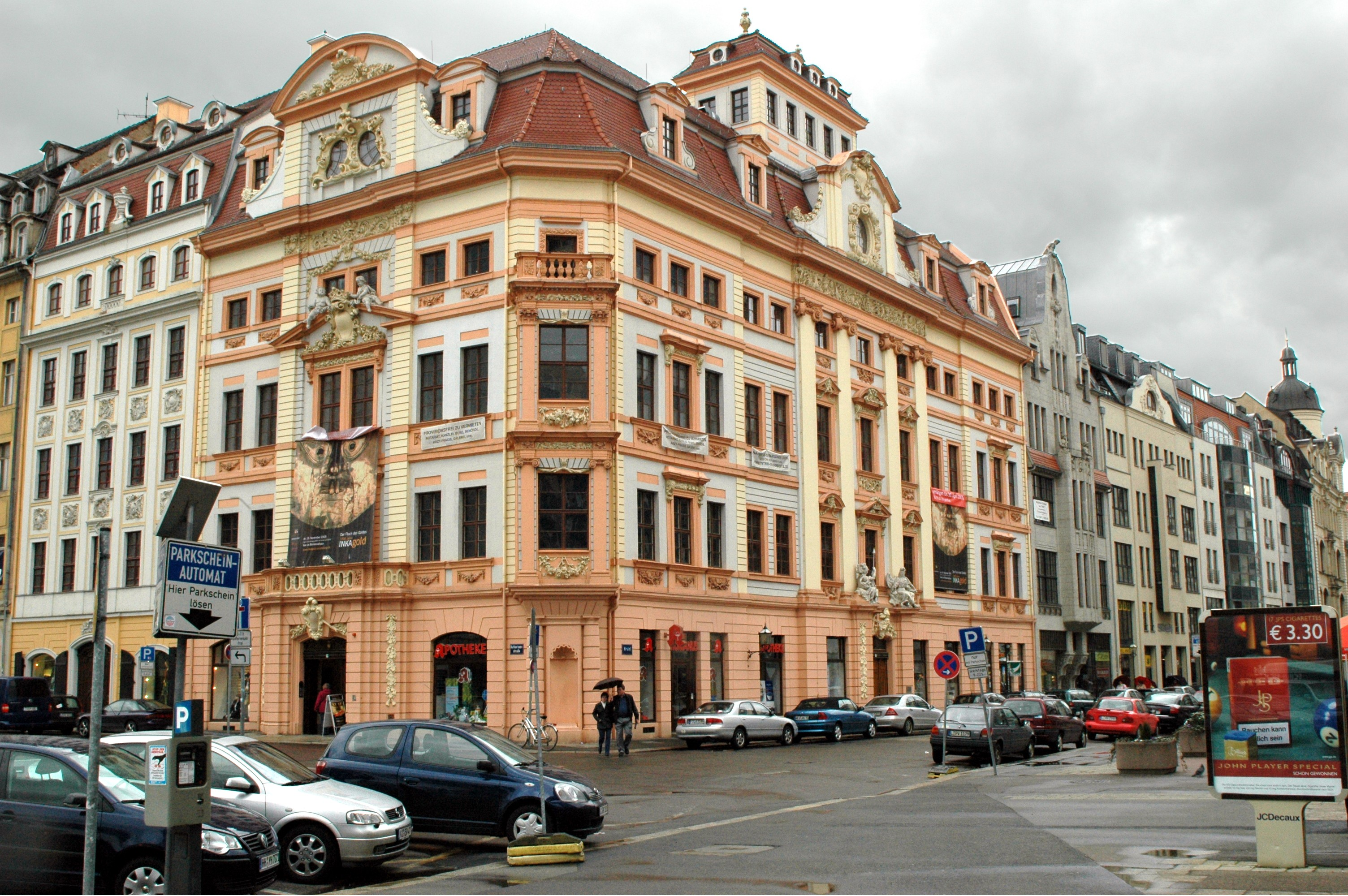
Lipsk

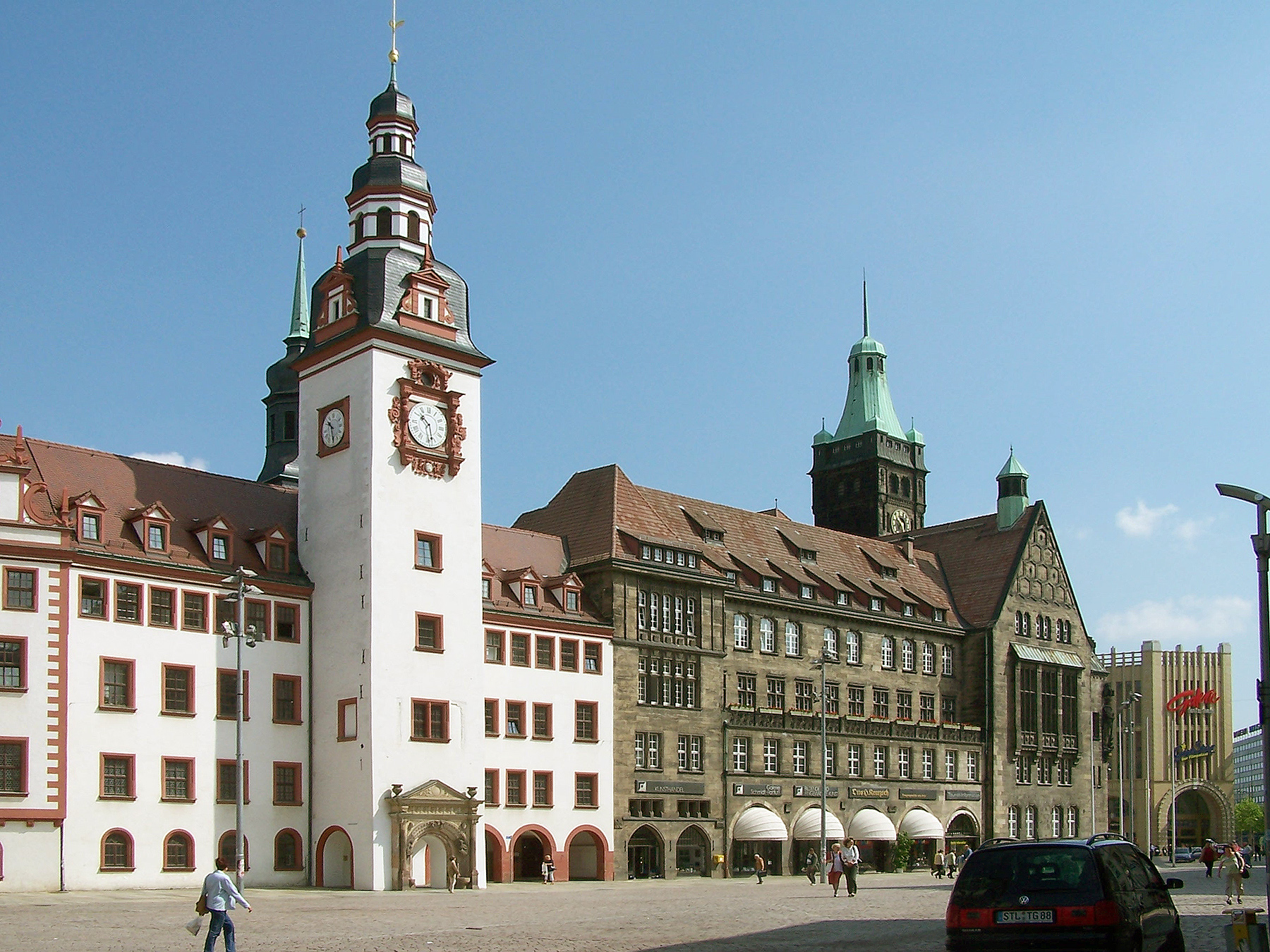
Chemnitz

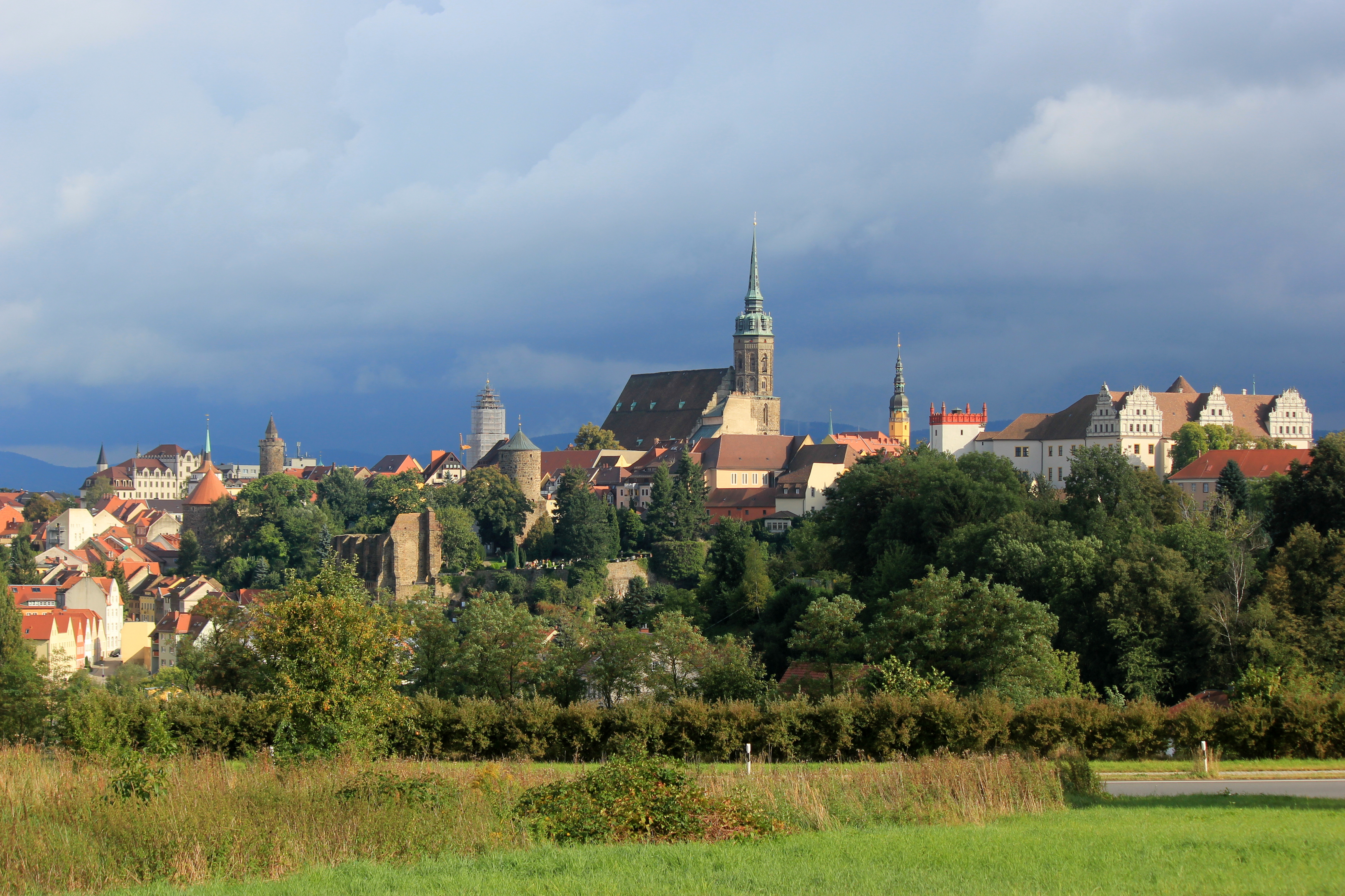
Budziszyn

Po reformie administracyjnej z 2008 r. Saksonia podzielona została na 3 okręgi administracyjne:
- Chemnitz
- Drezno
- Lipsk

Okręgi administracyjne zostały zlikwidowane w wyniku kolejnej reformy, w marcu 2012 roku.
Obecnie Saksonia dzieli się na 10 powiatów i 3 miasta na prawach powiatu:
Powiaty
- Budziszyn (Bautzen)
- Erzgebirgskreis
- Görlitz
- Lipsk (Leipzig)
- Miśnia (Meißen)
- Mittelsachsen
- Nordsachsen
- Sächsische Schweiz-Osterzgebirge
- Vogtland
- Zwickau

Miasta na prawach powiatu
- Chemnitz
- Drezno (Dresden)
- Lipsk (Leipzig)

Kraj związkowy podzielony jest na 484 gminy, w tym 177 miast (wliczając również te na prawach powiatu). Część gmin i miast organizuje się we wspólnoty administracyjne i związki gmin, 96 wspólnot administracyjnych zrzesza 223 gmin, 8 związków zrzesza zaś 27 gmin.
     okręg administracyjny Chemnitz
     okręg administracyjny Drezno
     okręg administracyjny Lipsk

## Polityka

### Wybory w 2024
- CDU – 31,9
- AfD – 30,6
- BSW – 11,8
- SPD – 7,3
- Zieloni – 5,1
- Lewica – 4,5
- FW – 2,3
- FDP – 0,9

Skład Landtagu:
- CDU – 41
- AfD – 40
- BSW – 15
- SPD – 10
- Sojusz 90/Zieloni – 7
- Lewica – 6
- FW – 1

### Wybory w 2019
- CDU – 32,1
- AfD – 27,5
- Lewica – 10,4
- Zieloni – 8,6
- SPD – 7,7
- FDP – 4,5
- FW – 3,4

Skład Landtagu:
- CDU – 45
- AfD – 38
- Lewica – 14
- Sojusz 90/Zieloni – 12
- SPD – 10

Koalicja rządząca: koalicja CDU, Zieloni i  SPD

## Kuchnia Saksonii
Kuchnia regionu Rudaw jest bardziej spokrewniona z kuchnią Frankonii niż pozostałych części Saksonii. Kuchnia Górnych Łużyc różni się od tej ze Środkowej Saksonii, i jest bardziej związana z kuchnią byłego niemieckiego Dolnego Śląska i Północnych Czech.
Typowymi daniami Górnych Łużyc są: Stopperle: małe kluski zasmażane z boczkiem lub kiełbasą i kapustą. Schälklöße: zupa składająca się z makaronu i różnych warzyw oraz Teichelmauke: purée z gotowanym wołowym bulionem. Prawdopodobnie najlepszy niemiecki piernik Pfefferkuchen pochodzi z Pulsnitz pod Budziszynem (tzw. pierniki z Pulsnitz). Istnieją dwa ważne ośrodki wypieku słodkiego pieczywa Kerststol w Saksonii, Drezno i Rudawy. Do specjalności regionu Lipska należy Leipziger Allerlei: warzywne danie składające się z grochu z marchewkami, białych szparagów i smardzów. Potrawa może również, ale niekoniecznie, zawierać brokuły, kalafior, fasolkę szparagową lub kukurydzę, jak również małe krewetki.